# Orson Welles
George Orson Welles (Kenosha, 6 maggio 1915 – Los Angeles, 10 ottobre 1985) è stato un attore, regista, sceneggiatore, drammaturgo e produttore cinematografico statunitense.

Firma di Orson Welles

È considerato tra le personalità più rappresentative del Novecento in ambito teatrale, radiofonico e cinematografico. Conquistò il successo all'età di ventitré anni grazie allo spettacolo radiofonico La guerra dei mondi, trasmissione che scatenò il panico negli Stati Uniti, facendo credere alla popolazione di essere sotto attacco da parte dei marziani. Questo insolito esordio gli diede la celebrità e gli fece ottenere un contratto per un film all'anno con la casa di produzione cinematografica RKO, da realizzare con assoluta libertà artistica. Nonostante questa vantaggiosa clausola, solo uno dei progetti previsti poté vedere la luce: Quarto potere (1941), il più grande successo cinematografico di Welles, unanimemente considerato ancora oggi uno dei più grandi film della storia del cinema, se non il migliore in assoluto.
La carriera successiva di Welles fu ostacolata da una lunga serie di difficoltà e inconvenienti che non gli permisero di continuare a lavorare a Hollywood e che lo costrinsero a trasferirsi in Europa, dove continuò a cercare di realizzare le proprie opere finanziandosi soprattutto con apparizioni in film altrui. Fra i suoi molti progetti, Welles riuscì a realizzare e dirigere film come: Macbeth (1948), Otello (1952), L'infernale Quinlan (1958), Il processo (1962), F come falso (1975) e altri.
La sua fama è aumentata dopo la sua morte, avvenuta nel 1985, ed è considerato uno dei maggiori registi cinematografici e teatrali del XX secolo. Palma d'oro a Cannes nel 1952 (all'epoca Gran Prix du Festival), ricevette, tra gli altri riconoscimenti, l'Oscar alla carriera nel 1971. Nel 2002 è stato votato dal British Film Institute come il miglior regista di tutti i tempi. L'American Film Institute ha inserito Welles al sedicesimo posto tra le più grandi star della storia del cinema.

## Biografia
(Orson Welles)

### L'infanzia e gli inizi
George Orson Welles è nato il 6 maggio 1915 a Kenosha, nello Stato del Wisconsin (USA), secondogenito di Beatrice Ives Welles (nata Lucy Ives), pianista e suffragetta che aveva scontato una condanna per posizioni fortemente radicali, e di Richard Head Welles, proprietario di una catena di fabbriche di furgoni e inventore dilettante, discendente da una ricca famiglia della Virginia. Fin dalla nascita, gli eclettici e facoltosi genitori impartirono al figlio un'educazione poco convenzionale e lo trattarono come il ragazzo prodigio della famiglia: il piccolo imparò subito a suonare il pianoforte grazie agli insegnamenti di sua madre e iniziò presto a dedicarsi anche alla pittura.

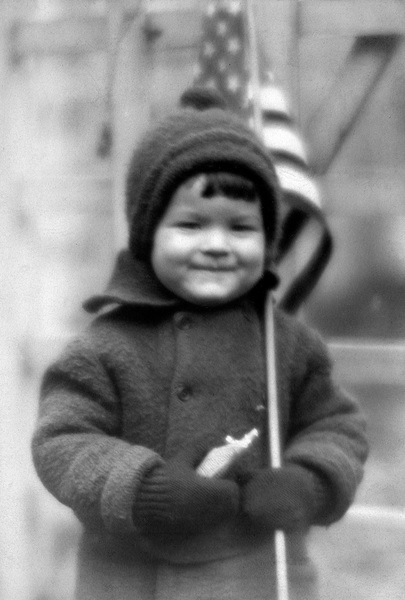
Un piccolo Orson Welles nel 1918 all'età di tre anni

Welles fece la sua primissima apparizione teatrale a tre anni, come comparsa nel Sansone e Dalila, rappresentato all'Opera di Chicago, cui seguì la parte del bambino in una versione della Madama Butterfly. Nel 1919 i suoi genitori si separarono, al culmine di un tempestoso matrimonio, e Orson seguì la madre a Chicago, a fianco della quale frequentò ambienti artistici e intellettuali. Il 10 maggio 1924, Beatrice Welles morì improvvisamente a quarantatré anni. La dolorosa perdita ebbe profondi effetti sulle scelte artistiche di Orson Welles, che tornò a vivere col padre e abbandonò per sempre la carriera musicale.
Il dottor Maurice Bernstein, vecchio amico di famiglia dei Welles, stimolò nel ragazzo l'amore per il teatro, regalandogli una lanterna magica, una scatola di colori e un teatrino di marionette, con i quali Orson iniziò a cimentarsi nella messa in scena di spettacoli tutti suoi, nei quali fornì di volta in volta la voce a tutti i personaggi.
A dieci anni, durante il periodo della prima formazione scolastica a Madison (Wisconsin), Welles si dedicò alle rappresentazioni studentesche scolastiche e diresse e interpretò il suo primo spettacolo a Camp Indianola, Il Dottor. Jekyll e Mr. Hyde. Intraprese poi gli studi alla Todd School di Woodstock (Illinois), una scuola d'avanguardia diretta dal professor Roger Hill, che Welles citerà più volte come maestro e come colui che gli fornì gli spunti artistici e letterari su cui avrebbe basato la propria carriera e che avrebbe influenzato la sua creatività.

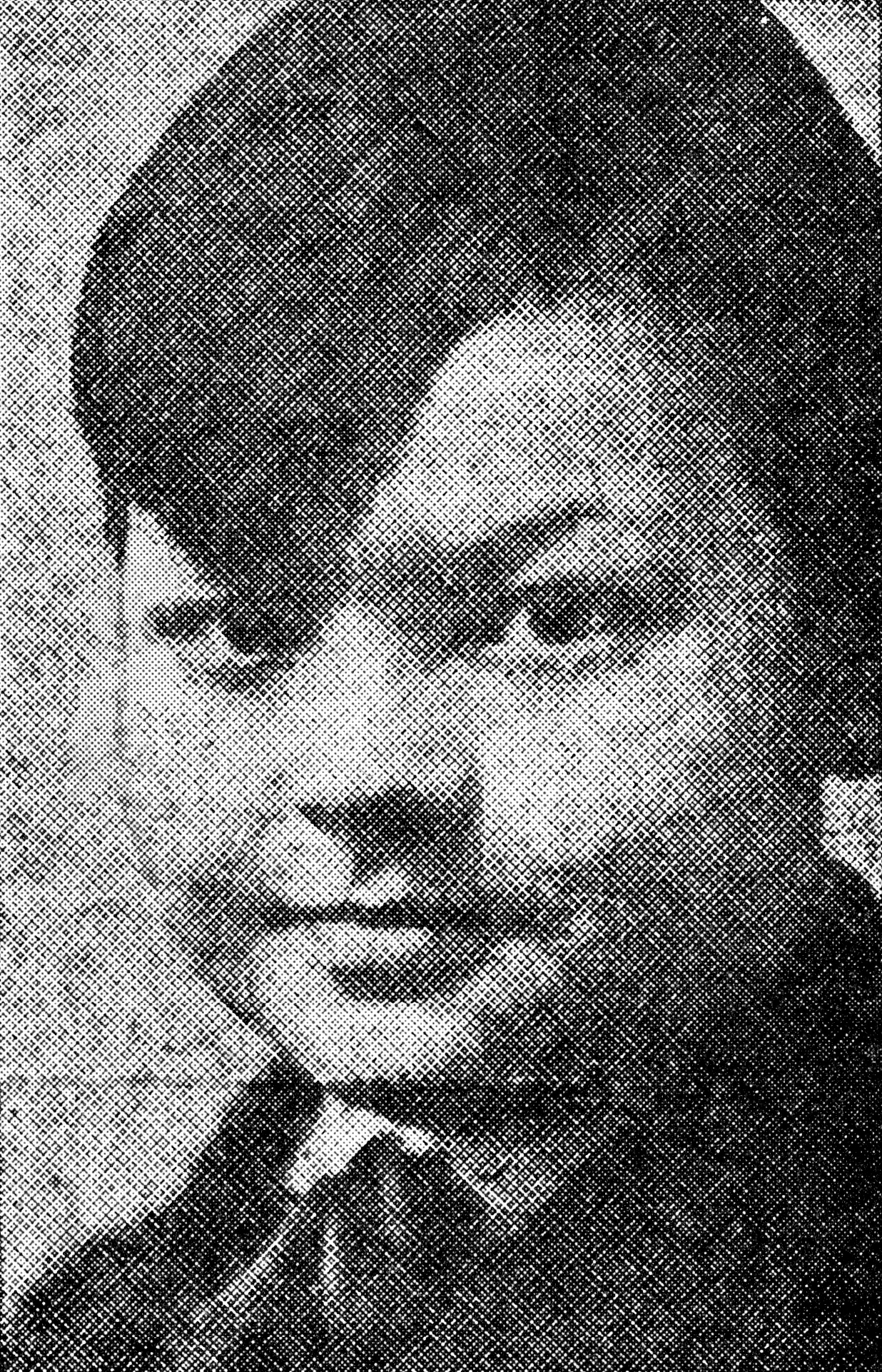
Welles nel 1926 diventato "Fumettista, attore, poeta a solo 10"

Durante i cinque anni trascorsi alla Todd School, Welles proseguì le proprie esperienze teatrali e letterarie, recitando in tragedie e drammi storici shakespeariani, e cimentandosi perfino nella magia e nell'illusionismo, forme artistiche che rimasero sempre fra i suoi interessi. In questo periodo diresse anche una versione del Giulio Cesare di William Shakespeare, con la quale vinse il premio dell'Associazione Drammatica di Chicago per la migliore realizzazione teatrale scolastica.

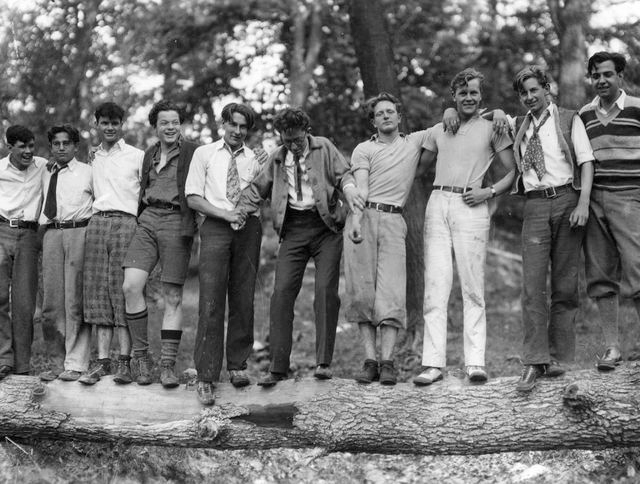
Welles (quarto da sinistra) con i suoi compagni di classe della Todd School for Boys nel 1931

Nel 1930 il padre morì, lasciando il quindicenne Orson sotto la tutela del dottor Bernstein (in seguito immortalato da Everett Sloane nel personaggio di Mr. Bernstein in Quarto potere). L'anno seguente il ragazzo si diplomò alla Todd School e, dopo aver frequentato brevemente il Chicago Art Institute, ottenne dal dottor Bernstein il permesso di rinviare l'iscrizione all'Università di Harvard e di partire per l'Irlanda per una sorta di "giro artistico", con l'obiettivo principale di sfondare nella pittura. Spostandosi con un carretto trainato da un asino, che molte volte usava come tetto per la notte, Welles dapprima visitò le Isole Aran e si trasferì poi a Dublino, dove esaurì le proprie finanze.
(Orson Welles)
Welles decise di tentare la strada del teatro e si presentò quindi a Hilton Edwards, direttore del Gate Theatre di Dublino, sostenendo di essere un "famoso attore newyorkese" e ottenendo un ingaggio fra gli attori principali. La sua prima interpretazione fu il duca Carlo I Alessandro di Württemberg nell'edizione teatrale di Jew Süss.

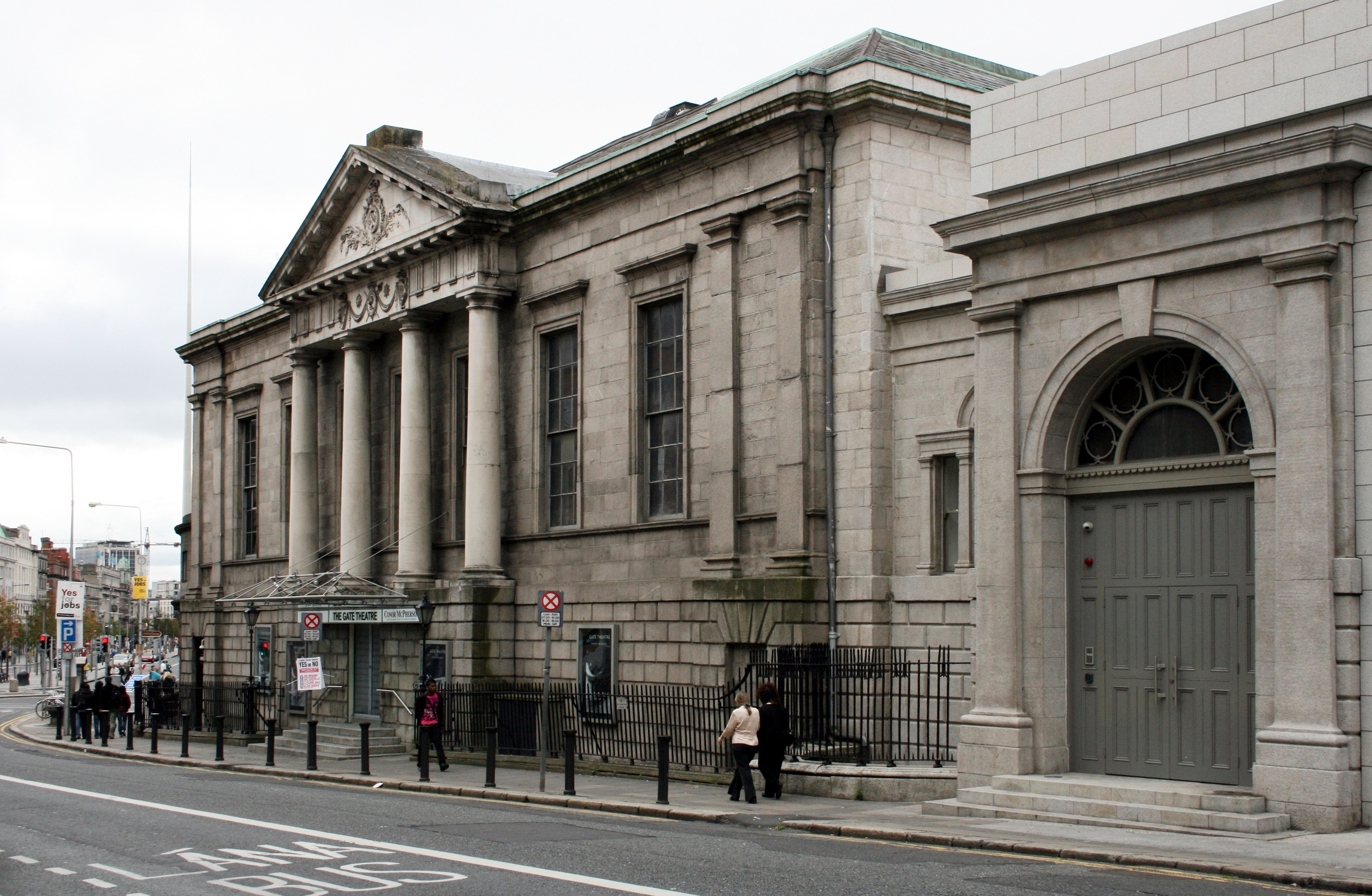
Il Gate Theatre di Dublino, dove Welles si esibì all'inizio degli anni trenta

Nel 1933, dopo aver lavorato per due anni come regista e attore in diversi spettacoli anche presso l'Abbey Theatre, Welles decise di trasferirsi a Londra per cimentarsi nel teatro inglese, ma gli fu rifiutato il permesso di lavoro; fu costretto quindi a rientrare negli Stati Uniti, dove realizzò spettacoli presso la Todd School e collaborò con Roger Hill alla stesura di una serie di saggi su Shakespeare che apparvero nella collana editoriale Everybody's Shakespeare.
Nel 2024 viene alla luce dagli archivi della Todd Tarbox, per poi trovarsi visibile sul web, Twelfth Night (La dodicesima notte), del 1933, un incontro tra Shakespeare e il giovane Welles. Si tratta di dieci minuti di un saggio shakespeariano, incompleti, compositi e non riconducibili soltanto a Welles. Cahiers du cinéma dedica al ritrovamento un articolo, dal quale si viene a sapere, tra l'altro, che il reperto dell'aspirante artista diciottenne fu girato a Woodstock nell'Illinois, alla scuola di Roger "Skipper" Hill.

#### The Hearts of Age
Nel 1934 il diciannovenne Welles sposò l'ereditiera Virginia Nicolson, dalla quale avrà una figlia, dall'insolito nome di Christopher, nata nel 1937. Alla Todd School girò il suo primo cortometraggio, The Hearts of Age (1934), nel quale interpretò la grottesca figura della Morte e a cui partecipò anche la moglie Virginia nel ruolo di un'anziana gentildonna.
Questo breve film muto in 16 mm, dal contesto simbolico e drammatico, si ispirava all'opera di registi dell'epoca, da Erich von Stroheim a Luis Buñuel, ai surrealisti francesi. Già in questo cortometraggio si nota come la composizione dell'immagine caratterizzi in maniera evidente la tecnica registica di Welles. In soli quattro minuti la pellicola, che si rifaceva in maniera evidente a registi come Griffith, Stroheim, Murnau (immagini in negativo) e all'avanguardia surrealista francese, presentava già tutti gli elementi della futura produzione cinematografica di Welles.
Anche l'accuratezza del trucco rappresentò un elemento fondamentale e rivelò una tendenza che Welles sviluppò nel corso della sua carriera di attore, quella del camuffamento e del travestitismo, con l'utilizzo di elaborate tecniche di trucco; in The Hearts of Age, Welles apparve come un vecchio, anche se aveva solo 19 anni e in seguito dedicò sempre una particolare attenzione al make up, già a iniziare da Quarto potere.

### Il teatro a New York
(Orson Welles)
Nel 1934 Welles si trasferì definitivamente a New York ed esordì a Broadway, dove interpretò la parte di Tibaldo in Romeo e Giulietta, nella compagnia di Katharine Cornell, interprete del ruolo di Giulietta. Era stato l'eminente critico Alexander Woollcott a raccomandare Welles alla Cornell, dopo averlo visto recitare all'Abbey Theatre di Dublino. Welles iniziò inoltre a lavorare alla radio, realizzando spettacoli come America's Hour, Cavalcade of America, Columbia Workshop: Hamlet e The March of Time (programma di cui farà una parodia all'inizio di Quarto potere).

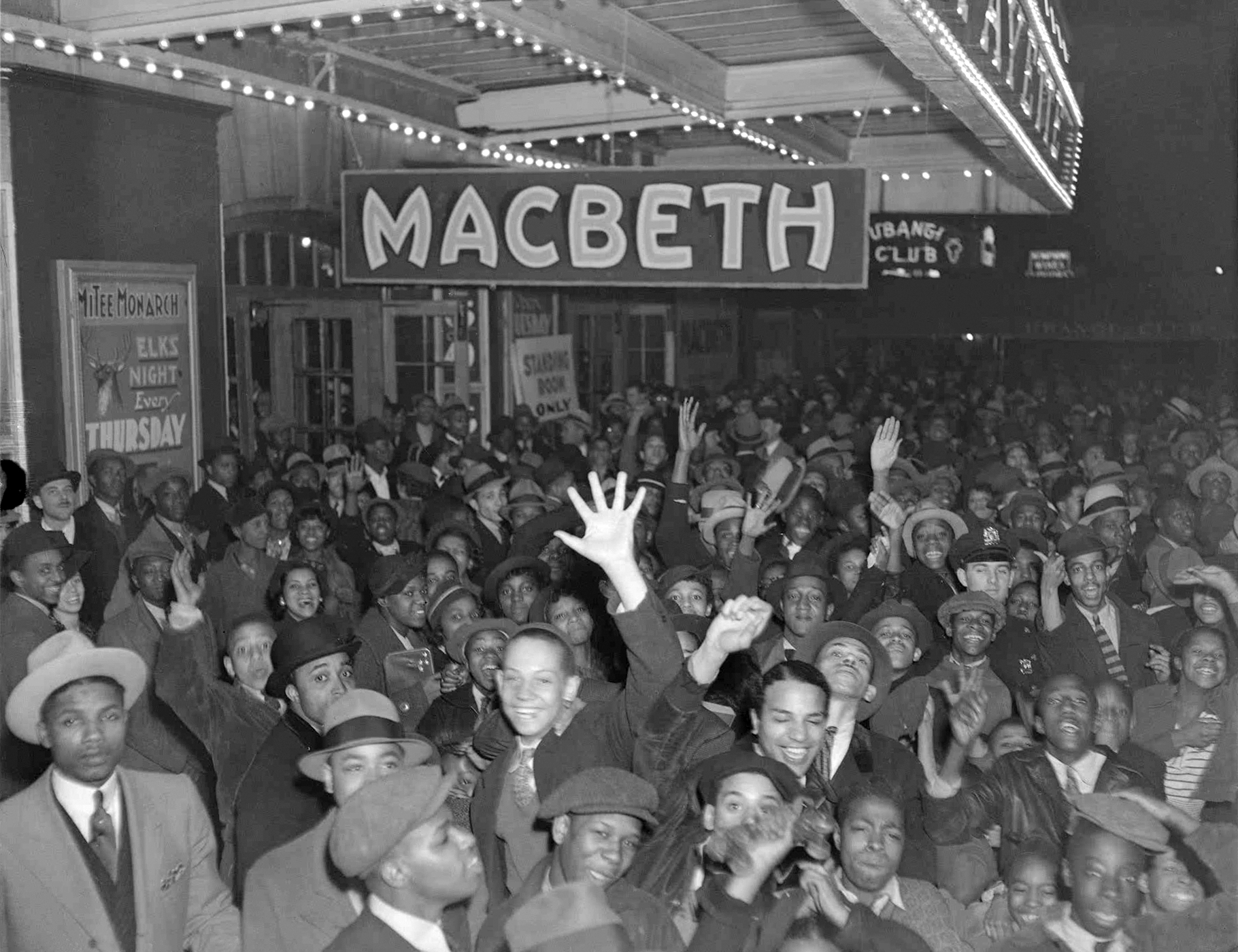
La prima del Voodoo Macbeth, il 14 aprile 1936

Nello stesso periodo intraprese la collaborazione artistica con il regista e produttore teatrale John Houseman, mettendo in scena lo spettacolo Panic, cui seguì una rappresentazione storica che iniziò a contribuire alla sua notorietà: il Voodoo Macbeth, la versione più rivoluzionaria del Macbeth mai vista fino ad allora; il lavoro consistette in una trasposizione del Macbeth di Shakespeare, in cui l'azione venne trasferita dalla Scozia a Haiti e in cui le classiche tre streghe furono sostituite da 40 stregoni vudù. Altra particolarità fu la composizione del cast, interamente formato da attori di colore, scelti personalmente da Welles per le strade di Harlem. Gli ex interpreti raccontarono che la selezione consistette nella semplice lettura di un brano: se il candidato dimostrava di saper leggere, Welles lo ingaggiava con una paga di 21 dollari alla settimana.
Il Voodoo Macbeth esordì il 14 aprile 1936 al Lafayette Theatre di Harlem, e dopo due mesi di repliche venne rappresentato per altri due mesi al Teatro Adelphi di Broadway, per poi andare in tournée nazionale in sette teatri sostenuti dall'iniziativa governativa Works Progress Administration. L'opera ottenne un enorme successo ed elettrizzò le platee, consentendo al ventunenne Welles di diventare immediatamente il più famoso e acclamato regista teatrale di New York.
Il periodo dell'affermazione di Welles coincise con un momento di forte impegno sociale da parte del mondo teatrale americano, che portò in scena molti successi attraverso il frutto del lavoro di diverse attività di gruppo. Una delle maggiori tra queste associazioni teatrali collettive fu il Federal Theatre, che a New York vantava quattro grosse compagnie e nell'ambito della quale Welles proseguì la collaborazione con John Houseman, attraverso l'allestimento di diversi spettacoli quali l'adattamento della farsa Un cappello di paglia di Firenze di Eugène Labiche, il Faust di Christopher Marlowe e The Million Ghosts, una satira sul commercio di cannoni, che risultò però un fiasco colossale.
Nonostante una certa opposizione da parte degli ambienti politici più conservatori, Welles e Houseman decisero di rappresentare l'opera musicale The Cradle Will Rock di Marc Blitzstein, considerato il primo "dramma proletario" della storia del teatro americano. Il governo tentò però di impedire la messa in scena e, la sera della prima, il 16 giugno 1937, il cast trovò l'ingresso del Maxine Elliott Theatre sbarrato e l'edificio occupato dalle forze dell'ordine; questo inconveniente non scoraggiò Welles, che improvvisò lo spettacolo su due piedi fuori dal teatro per intrattenere gli spettatori fino alla risoluzione del problema. Venne affittato il Venice Theatre a ventuno isolati di distanza, e il pubblico fu invitato a recarsi fino al nuovo teatro, dove lo spettacolo venne rappresentato a sipario chiuso, senza scenari né costumi, con gli interpreti che recitarono lungo le corsie della platea, poiché i regolamenti sindacali vietavano al cast di entrare in scena. Il solo Blitzstein occupò il palcoscenico, recitando le didascalie che accompagnavano i movimenti di scena e suonando al pianoforte le musiche. Lo spettacolo ottenne un tale successo che venne replicato in questa forma improvvisata fino al successivo 1º luglio.
Chiusa l'esperienza del Federal Theatre, Welles e Houseman fondarono una nuova compagnia di prosa, il Mercury Theatre, con l'intento di mettere in scena opere classiche e moderne. La compagnia (che il giovane regista dirigerà fino alla fine del suo periodo hollywoodiano) esordì con una versione del Giulio Cesare di Shakespeare ambientata nell'Italia fascista, una rappresentazione che suscitò subito diverse polemiche: oltre a Welles nella parte di Bruto, il personaggio di Giulio Cesare venne caratterizzato presentando molte analogie con la figura di Mussolini. La prima dell'opera non ottenne il successo sperato e le critiche negative costrinsero Welles ad apportare al testo alcune revisioni che saranno fondamentali per il riscontro da parte del pubblico nei mesi successivi, tanto da rendere necessario il trasferimento dello spettacolo in un teatro di maggior capienza.

### La radio - ilMercury Theatre On the Air

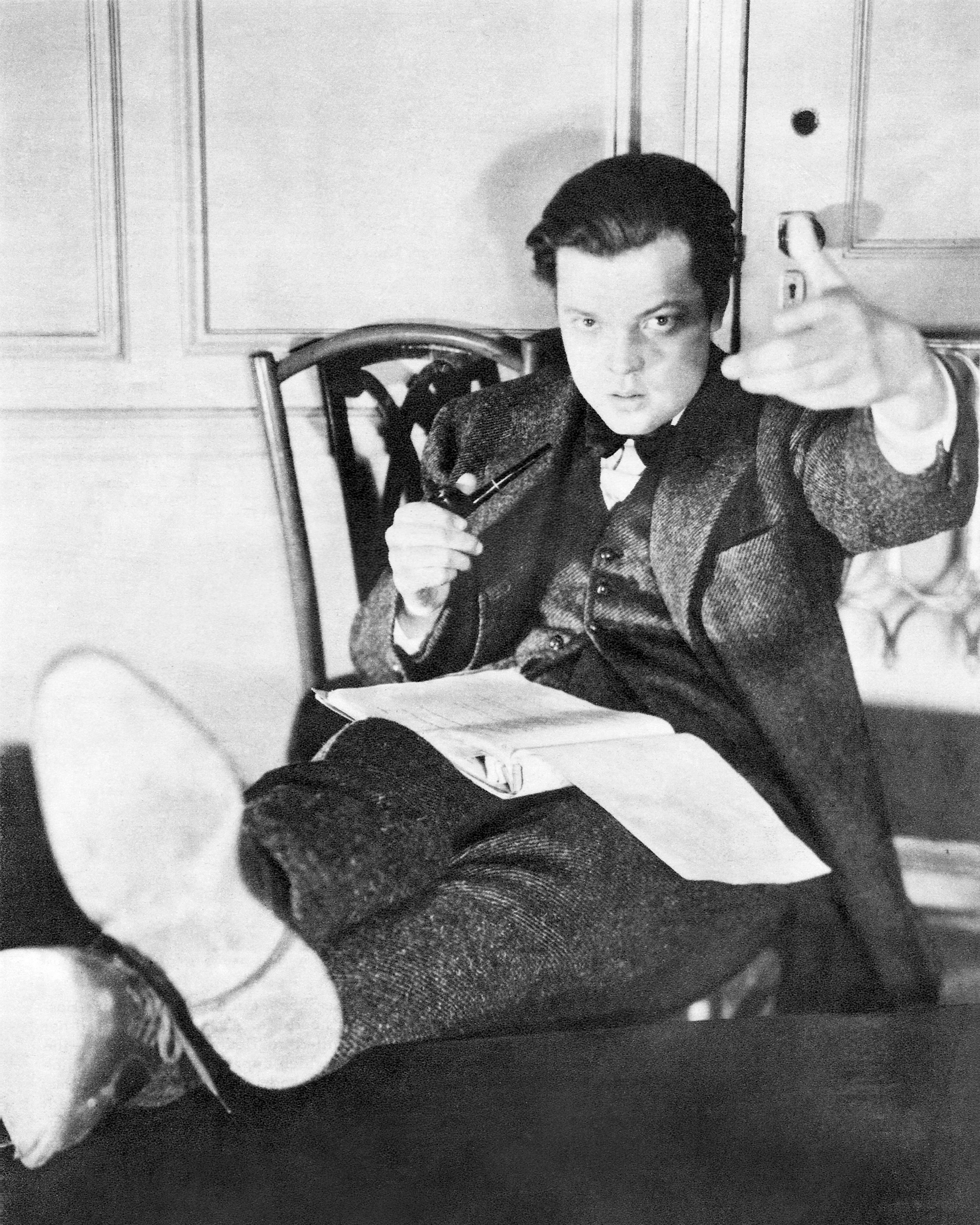
All'età di 22 anni, Welles è stato il più giovane impresario di Broadway, che ha prodotto, diretto e interpretato un adattamento di Giulio Cesare che ha battuto tutti i record di rappresentazioni per l'opera (1938).

Nell'estate del 1938 Welles (che nel mese di maggio era già apparso sulla copertina della rivista Time) e la compagnia Mercury Theatre diventarono una presenza quotidiana nelle trasmissioni dell'emittente radiofonica CBS, con il programma Mercury Theatre on the Air, nel quale vennero proposte reinterpretazioni audio di classici o opere letterarie popolari. Tra i testi reinterpretati sono da ricordare: Dracula, L'isola del tesoro, The 39 Steps, Il conte di Montecristo, Giulio Cesare, Sherlock Holmes, Oliver Twist.

#### The War of the Worlds

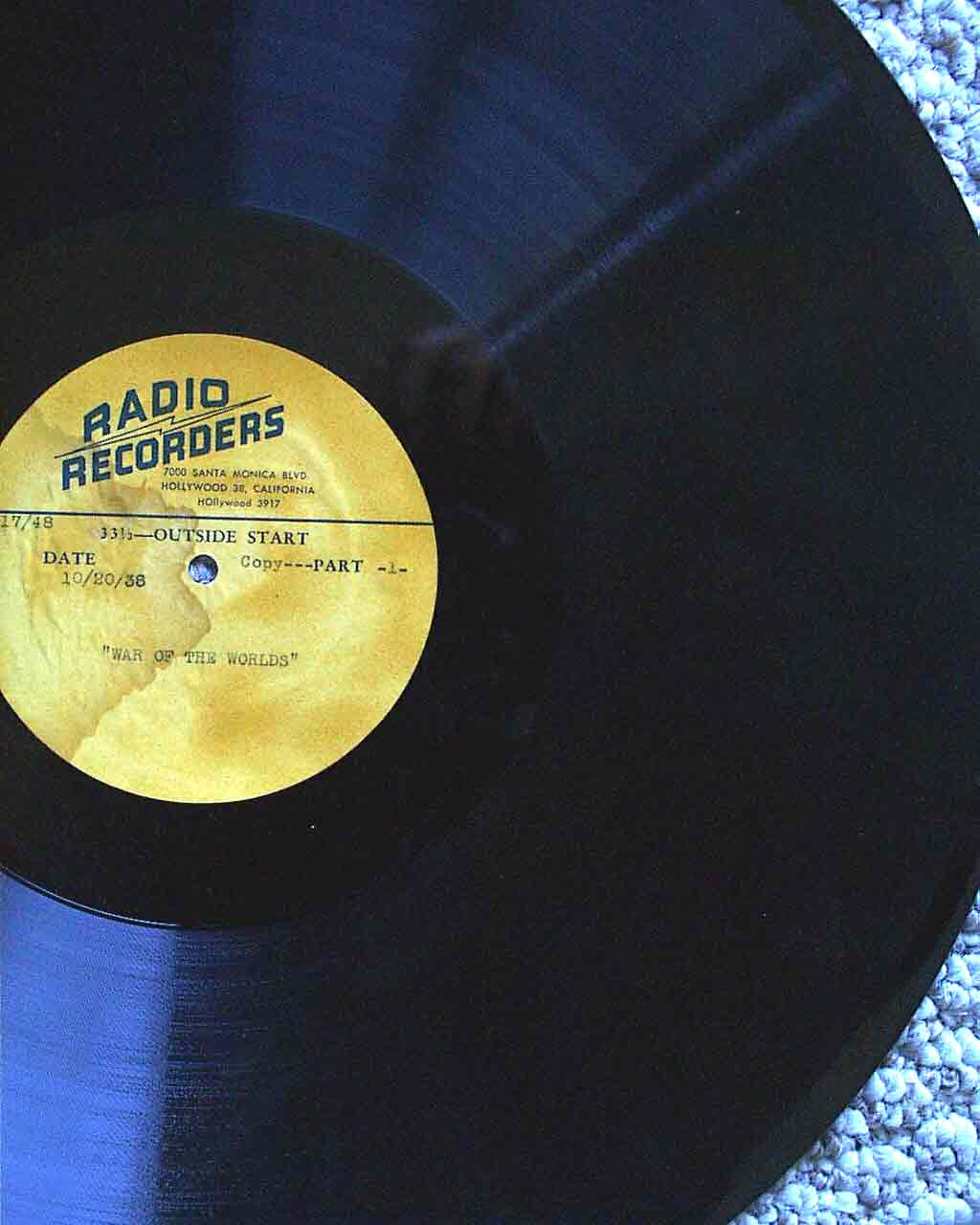
Copia di un disco, creato 10 anni dopo, della registrazione di The War of the Worlds

Memorabile rimane la trasmissione andata in onda il 30 ottobre 1938, durante la quale il ventitreenne Welles interpretò un adattamento radiofonico scritto da Howard E. Koch de La guerra dei mondi, romanzo di fantascienza di H. G. Wells; il programma scatenò il panico in gran parte degli Stati Uniti, poiché molti radioascoltatori credettero che la Terra stesse effettivamente subendo l'invasione da parte di una bellicosa flotta di astronavi marziane.
Welles sapeva che la CBS trasmetteva su frequenze vicine a quelle della più seguita NBC, dove nello stesso momento andavano in onda le popolari trasmissioni del comico e ventriloquo Edgar Bergen e del suo pupazzo Charlie McCarthy, ma sapeva anche che Bergen, in un momento ben preciso della sua trasmissione, mandava sempre in onda uno stacco musicale durante il quale il pubblico tendeva a cambiare stazione: fu in quel momento che Welles decise di far atterrare i suoi marziani. La scelta si rivelò efficace perché gli Stati Uniti piombarono nel caos. Secondo la testimonianza di molti collaboratori, tra cui l'assistente personale Alland, l'executive della CBS Davison Taylor piombò in camera di registrazione dopo quindici minuti ed esclamò, rivolto a Welles: "Per Dio, interrompi questo coso! Là fuori la gente è impazzita!" Poco dopo Welles rispose al direttore generale della CBS Paley (giunto in ciabatte e accappatoio), che gli intimava di chiudere la trasmissione: "Interrompere? Perché? Devono avere paura, mi lasci continuare!", salvo poi dichiarare il contrario in tutte le interviste successive. A dire il vero, Welles pensava che l'adattamento fosse noioso, e non avrebbe voluto proporlo, ma si trovò costretto a usarlo in mancanza di altro materiale interessante a disposizione.
Credendo che gli eventi descritti nella trasmissione fossero autentici, gli ascoltatori del programma furono presi dal panico, senza capire che si trattava in realtà di un semplice spettacolo radiofonico. La vicenda narrata nel romanzo venne interpretata da Welles come una reale radiocronaca, con l'unico intento di risultare avvincente per il pubblico. L'adattamento del romanzo simulò infatti un notiziario speciale, che a tratti si inseriva sopra gli altri programmi del palinsesto, per fornire aggiornamenti sull'atterraggio di astronavi marziane a Grovers Mill (New Jersey). Il risultato fu fin troppo realistico e andò oltre le aspettative dell'autore stesso. 
Nella realtà, negli anni successivi, le analisi della vicenda dimostrarono che il programma fosse molto lontano dall'aver ottenuto la risonanza mediatica che gli era stata all'epoca attribuita.
La vicenda si trasformò tuttavia in un enorme ritorno pubblicitario per Welles, tanto che la RKO si fece avanti proponendogli un contratto per la realizzazione di tre film a Hollywood.
(Orson Welles)

### Welles a Hollywood
(Cahiers du cinema n. 165, 1965)
Prima del suo vero esordio cinematografico in Quarto potere, Welles aveva già diretto un film. Too Much Johnson, un mediometraggio girato nel 1938, era destinato a essere inserito all'interno dell'omonima farsa teatrale (in tutto mezz'ora) che però non venne mai messa in scena. Welles disse del film, dopo che quella che egli riteneva l'unica copia andò perduta nel 1970 nell'incendio della sua villa di Madrid: «Era un bel film. Avevamo creato una Cuba da sogno a New York. L'ho guardato 4 anni fa e la stampa era in ottime condizioni. Sapete, non l'avevo mai montato. Pensavo di metterlo insieme per darlo a Joe Cotten come regalo di Natale qualche anno, ma non l'ho mai fatto». Una copia del film è stata ritrovata, il 7 agosto 2013, in un magazzino a Pordenone. Restaurata della Cineteca del Friuli, l'opera è stata proiettata il 9 ottobre 2013 nell'ambito della manifestazione delle Giornate del cinema muto.
Fin dal momento del suo arrivo a Hollywood, il 22 luglio 1939, Welles ricevette tiepide accoglienze: pochi invitati presenziarono al ricevimento in suo onore, mentre i giornali e i caricaturisti ironizzarono subito sulla sua barba (che egli aveva fatto crescere per un ruolo teatrale in The Green Goddess). Welles però ignorò questi atteggiamenti e si concentrò sul suo progetto e sulle sue ambizioni di regista.
Il successivo 21 agosto sottoscrisse con la RKO Pictures il più vantaggioso contratto mai offerto da uno studio. In qualità di attore, sceneggiatore, regista e produttore, Welles avrebbe ricevuto un compenso previsto in 50 000 dollari di anticipo, oltre al 20% degli incassi lordi, per la realizzazione di tre film. Il contratto gli concedeva inoltre la libertà artistica assoluta, una libertà che chiunque a Hollywood avrebbe desiderato, e che probabilmente stava contribuendo ad alimentare l'invidia dell'ambiente del cinema nei confronti del nuovo arrivato.
Per il suo primo progetto alla RKO, Welles iniziò a lavorare a un adattamento del romanzo Cuore di tenebra (Heart of Darkness) di Joseph Conrad. La sceneggiatura, che venne realizzata in poco tempo, prevedeva alcune variazioni rispetto al romanzo: nel testo originale di Conrad, la storia si svolgeva partendo dal Tamigi a Londra fino ad arrivare nel cuore della giungla attraverso la risalita del fiume Congo; nella versione di Welles, l'azione venne attualizzata e si spostò a New York, con il fiume Hudson che sostituì il Tamigi. Il personaggio di Marlow diventò americano e quello di Kurtz assunse caratteristiche che alludevano alla figura di Hitler e alla sua volontà di potenza. Ma l'elemento essenziale di questa versione di Welles non sta nella concezione della trama, quanto soprattutto nell'originalità di concepire la tecnica filmica, aspetto che mai prima di allora era stato affrontato a Hollywood, e che il giovane regista intendeva esplorare ricorrendo alla narrazione mediante la soggettiva della macchina da presa.
Nella visione di Welles, Marlow non era infatti mai visibile in scena, in antitesi con la versione di Conrad, in cui invece Marlow è il narratore in prima persona di tutta la vicenda; la concezione wellesiana in effetti sostituì il personaggio con l'obiettivo della macchina da presa, nel quale lo sguardo del protagonista avrebbe dovuto identificarsi. Solo in alcuni punti si poteva vedere una sigaretta accesa o l'ombra del personaggio. L'idea di Welles era quella di prestare la voce a Marlow e di interpretare anche il personaggio di Kurtz (anche se, poco prima del fallimento del progetto, aveva già deciso di rinunciare).
Il ruolo di protagonista femminile venne affidato all'attrice Dita Parlo, mentre parte del cast era composto da attori provenienti dal Mercury Theatre, i quali, grazie a Welles, avevano ottenuto a loro volta un contratto con la RKO e sarebbero apparsi a breve in Quarto potere. Il progetto però fallì per molteplici circostanze. La Parlo venne trattenuta in Francia con l'accusa di collaborazionismo, la RKO non si dimostrò disposta a riporre fiducia in una tecnica registica così rivoluzionaria, mentre il budget del film si rivelò troppo alto, vista anche la necessità di allestire un set che ricostruisse gli ambienti africani.
(Orson Welles)
Senza perdersi d'animo, Welles si dedicò al secondo progetto con la RKO e decise di girare Smiler with a Knife, un film poliziesco. Anche in questo caso, la pellicola non vide mai la luce, si dice per la rinuncia da parte delle due interpreti scelte, Carole Lombard e Rosalind Russell, le quali temevano di rovinare la propria reputazione partecipando a un film diretto da un regista alle prime armi. Come in seguito dichiarò Welles, in realtà Carole Lombard gli era amica e lo appoggiava, ma la casa di produzione dell'attrice non le diede il permesso di partecipare al film.

#### Quarto potere
(Orson Welles)

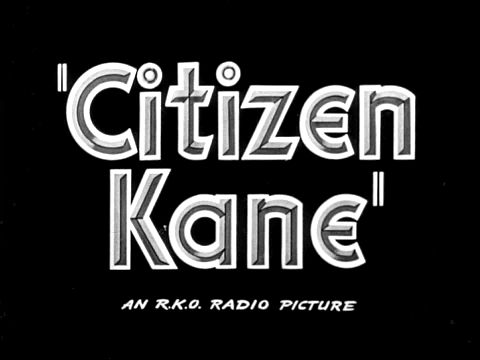
Il titolo originale di Quarto potere nel trailer del film (1941)

Come affermò Welles, il terzo film previsto dal contratto con la RKO iniziò a prendere forma già durante la progettazione di The Smiler with a Knife. Oltre a Welles, lavorarono alla sceneggiatura anche John Houseman e il neoassunto Herman J. Mankiewicz. Il film in principio doveva intitolarsi Welles 1, poi passò a chiamarsi American, fino a prendere il suo titolo definitivo, Citizen Kane (letteralmente "Il cittadino Kane", titolo italiano: Quarto potere), più tardi definito da François Truffaut «il film dei film», quello che ha ispirato l'esordio del maggior numero di registi e attori.
Questa volta Welles puntò a scrivere un soggetto completamente originale, senza trarre spunto dalla letteratura, come era solito fare anche in teatro. Il soggetto venne ispirato dalla figura del magnate della stampa William Randolph Hearst e la trama del film sembrerebbe riprendere a grandi linee molti riferimenti alla vita di Hearst: nonostante i grandi possedimenti ereditati, Kane si interessa quasi esclusivamente del suo piccolo giornale e lo amplia fino a farlo diventare una pubblicazione a tiratura nazionale, creando un impero editoriale le cui prese di posizione saranno tutt'altro che imparziali, così come Hearst era noto per le sue battaglie e crociate, e in gioventù aveva attaccato il trust dei trasporti; Kane si sposa due volte, la seconda con un'attrice-cantante-ballerina (Hearst era notoriamente legato all'attrice Marion Davies), e tenta senza successo di entrare in politica; la realizzazione di Xanadu ricorda la residenza che Hearst si fece costruire (il castello di San Simeon, che divenne famoso anche per gli avvenimenti mondani legati a Hollywood e al mondo del cinema); Kane acquista ogni genere di opera d'arte per il solo gusto di possederla, esattamente come faceva Hearst con la sua mania per il collezionismo, che lo spingeva a comprare oggetti che poi lasciava imballati nelle casse; negli ultimi anni di vita, Kane si ritira a vita privata, isolandosi per evitare ogni contatto umano.
Altre interpretazioni ritengono invece che il film possa essere stato ispirato da Jules Brulatour, proprietario della Kodak e pioniere dell'industria cinematografica, oppure dall'eccentrico produttore Howard Hughes, come riportato in F come falso. Lo stesso Welles dichiarò a Peter Bogdanovich che, per tratteggiare il protagonista della storia, in prima battuta si pensò a Hughes, per passare subito ai padroni della carta stampata e ai magnati della fine del secolo, utilizzando elementi raccolti da altre vite ma senza dare precisi riscontri biografici su alcun personaggio reale.
Welles affidò la maggior parte dei ruoli principali del film agli attori con i quali aveva già lavorato al Mercury Theatre, e che provenivano dall'esperienza della radio, Joseph Cotten (interprete di Jedediah Leland, giornalista e amico di Kane), Agnes Moorehead, Everett Sloane, Ray Collins, George Coulouris, Erskine Sanford, Paul Stewart, esercitando quindi l'autonomia creativa anche nella scelta dei suoi interpreti.

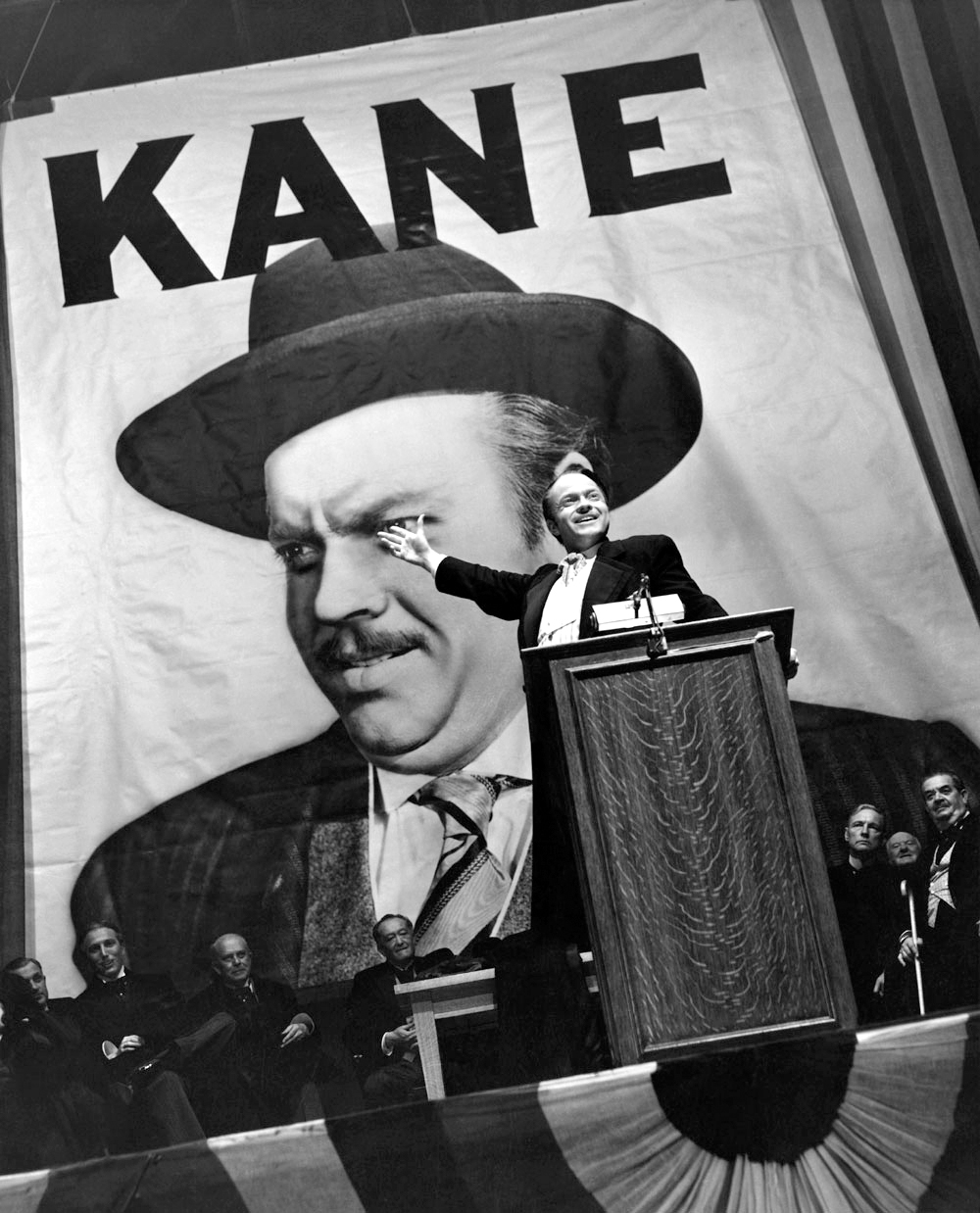
Welles in una scena del film

Le riprese di Quarto potere, la cui sceneggiatura richiese oltre tre mesi di lavoro, presero il via il 30 luglio 1940, mentre il montaggio iniziò il 23 ottobre dello stesso anno. La stampa specializzata in gossip iniziò a interessarsi al film e i pettegolezzi arrivarono all'orecchio di W.R. Hearst, grazie a Louella Parsons, una celebre opinionista che scriveva sui suoi giornali e che, allo stesso tempo, era un'estimatrice di Welles; secondo la Parsons, Welles stava girando un film basato sulla vita di Hearst, e quest'ultimo andò su tutte le furie. Grazie alla potenza del proprio impero editoriale, il grande magnate della stampa iniziò un'opera di boicottaggio nei confronti del film e della RKO.
La data d'uscita di Quarto potere, prevista in origine per il 14 febbraio 1941, fu rimandata più volte, tanto che Welles minacciò la RKO di inadempienza contrattuale per questo ritardo. La polemica smosse la casa di produzione, che stava cercando di sfruttare la pubblicità creata dalla controversia per lanciare il film, la cui prima per la stampa si tenne il 9 aprile 1941, e che venne proiettato per la prima volta al pubblico newyorkese al cinema RKO Palace a Broadway, il 1º maggio 1941.
Quarto potere faticò a ottenere il grande successo di pubblico, principalmente a causa dell'opera di boicottaggio intrapresa dai periodici dell'impero editoriale Hearst, che non consentì al film una distribuzione adeguata nelle sale maggiori e nelle catene, mentre le recensioni della critica accolsero invece il film come uno dei più grandi capolavori del cinema di sempre. Con Quarto potere, Orson Welles scardina le pratiche del cosiddetto "cinema delle origini" rifondando, di fatto, le tecniche della ripresa cinematografica, affidandosi a innovazioni artistiche nella narrazione, nelle tecniche di ripresa e nel ricorso al simbolismo. Rielaborando meccanica, ottica e illuminotecnica, ricostruisce e migliora lo stile di maestri del "primo cinema" come David Wark Griffith (autore di Nascita di una nazione) dai quali trae ispirazione e suggestioni. Welles fonde elementi eterogenei del teatro e del cinema, ricostruendo il punto di vista dello spettatore con inquadrature virtuose e mai osate fino a quel momento, o cambi di luci fondamentali, come per esempio la dissolvenza della luce da punti diversi dello schermo e la sparizione degli attori uno dopo l'altro (innovazione poco considerata da Welles, che la credeva in uso nel cinema e che ritiene ripresa dalle sue abitudini teatrali, ma una delle poche che ammette di aver inventato).
Con il ruolo del protagonista Charles Foster Kane, Welles dimostrò inoltre la propria sensibilità e abilità interpretativa, arrivando a coprire tutte le fasi dell'esistenza del personaggio, dalla prima giovinezza, in cui Kane è un baldo e idealista direttore di giornale, passando per la mezza età, quando Kane è all'apice del suo carisma e della sua spavalderia, fino alla vecchiaia, in cui si è ormai trasformato nel megalomane magnate dell'editoria, la cui umanità è rimasta soffocata dall'immenso potere conquistato.
Di fondamentale importanza per l'interpretazione di Welles fu anche l'abilità del truccatore Maurice Siederman, il cui impegno riuscì a rendere estremamente convincenti i vari passaggi dell'esistenza di Kane, dai venti ai settantasette anni. Anche nelle scene che ritraggono Kane da giovane, Welles era sempre pesantemente truccato.
(Orson Welles)
Ma l'aspetto più innovativo del film è costituito dall'uso, per la prima volta consapevole e sistematico, della profondità di campo (deep focus) e del piano sequenza. La prima tecnica venne studiata e approfondita dal celebre direttore della fotografia Gregg Toland, che ricorse a speciali lenti a cui erano applicate delle ghiere metalliche scanalate (o "Waterhouse stops") che consentivano di variare la profondità di campo mentre la macchina da presa si trovava in funzione, e all'utilizzo di pellicola ultrasensibile che all'inizio degli anni quaranta iniziava a essere immessa sul mercato. A livello di scrittura, l'innovazione principale consiste invece nel ricorso all'uso sistematico di flashback, contrario allo stile classico dei film.
Il regista, nelle interviste successive, ha poi sempre affermato che molte delle innovazioni a lui attribuite non erano affatto tali; per essere riuscito a farle apparire come sue, Welles si definirà - nel film F come falso (1973) - un illusionista.
(Piero Scaruffi su Quarto potere)
Secondo le classifiche dell'AFI e del BFI, e di molti altri critici, Quarto potere viene considerato il "Più bel film della storia del cinema".

#### L'orgoglio degli Amberson
(François Truffaut)

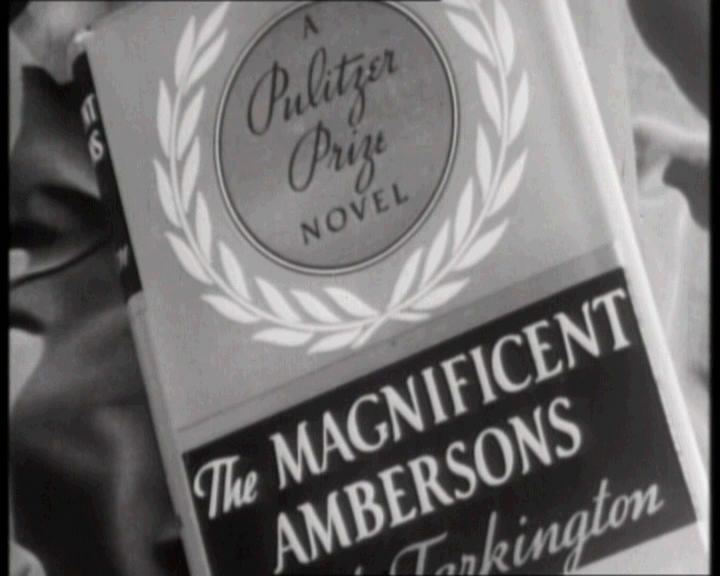
La copertina del romanzo L'orgoglio degli Amberson in uno screenshot del film di Welles

Il secondo film che Welles diresse per la RKO (in cui non comparve come attore, ma solo come voce narrante) fu il più sobrio e tradizionale L'orgoglio degli Amberson (The Magnificent Ambersons, 1942), adattato dall'omonimo romanzo di Booth Tarkington, vincitore del premio Pulitzer. Con questa pellicola, i dirigenti della casa di produzione riponevano le speranze di recuperare gli investimenti persi con il parziale flop commerciale del film precedente.
Il film racconta la saga degli Amberson, una famiglia dell'alta borghesia che vive a Indianapolis durante il periodo in cui il progresso tecnico e industriale proveniente dall'Europa (simboleggiato dall'arrivo e dall'affermazione dell'automobile) inizia a minarne la supremazia sociale. L'inventore Eugene Morgan (Joseph Cotten), divenuto proprietario di una fabbrica di automobili, è da sempre innamorato di Isabel Amberson (Dolores Costello), la matriarca della famiglia, la quale torna a frequentarlo dopo la morte del marito. Questo amore viene ostacolato dal di lei figlio George Minafer (Tim Holt), il quale continua a mantenere lo spirito altezzoso e l'atteggiamento aristocratico che ha sempre caratterizzato gli Amberson.
Welles considerò questa pellicola addirittura migliore di Quarto potere, ritenendola una realizzazione più matura, più studiata e con una tecnica registica già differente dal primo film La composizione dell'immagine ha un taglio meno barocco e le innovazioni sono meno coraggiose di quelle apparse in Quarto potere, ma si nota comunque un'abilità registica enorme, con un'eccellente fotografia, diverse creazioni di montaggio e un uso eccezionale dei piani sequenza.
In sostanza, il film aveva tutte le premesse per diventare un grande successo e una grande opera d'arte cinematografica; ma anche in questo caso Welles trovò davanti a sé una strada irta di difficoltà, poiché si preparavano nuovi scontri con la casa produttrice. Durante le riprese, il governo degli Stati Uniti chiese a Welles di realizzare un film documentario sull'America meridionale. Welles lasciò dunque il paese per cominciare le riprese di It's All True, dopo aver montato la prima copia di bozza di L'orgoglio degli Amberson, pensando di poter continuare a inoltrare tramite telegramma le istruzioni finali ai suoi collaboratori.
A questo punto la RKO, già in difficoltà finanziarie e spaventata da un possibile nuovo insuccesso commerciale, prese il controllo della pellicola dallo staff della Mercury Production di Welles e operò un taglio di oltre 50 minuti di girato, mentre alcune scene, comprese quelle finali, vennero filmate ex novo e aggiunte o sostituite a quel che restava della prima versione. La pellicola originale tagliata, compreso il finale originale che Welles aveva girato, andò irrimediabilmente perduta. L'intervento della RKO, che attenuò fortemente i toni nostalgici e agrodolci de L'orgoglio degli Amberson, fu solo il primo di una lunga serie di persecuzioni e dannose interferenze da parte dei produttori, che Welles dovrà affrontare nel corso di tutta la sua carriera a Hollywood.
Durante la lavorazione de L'orgoglio degli Amberson, Welles fu contemporaneamente impegnato come attore sul set di un'altra pellicola, la spy-story Terrore sul Mar Nero, tratta da un romanzo di Eric Ambler e girata in simultanea in un vicino teatro di posa. Scritto e interpretato assieme a Joseph Cotten, il film venne frettolosamente realizzato di notte e non convinse la casa di produzione, che lo farà uscire soltanto nell'agosto del 1943, limitandone la durata a 71 minuti e ricavandone scarso successo. Welles, che nel film impersona il sanguinario e caricaturale colonnello Haki, capo della polizia segreta turca, riuscì in un primo tempo a ottenere dalla RKO la facoltà di rigirare il finale e di integrare la storia con la voce narrante di Joseph Cotten, ma questo tentativo non giovò comunque al film.
Allo scoppio della seconda guerra mondiale, molti artisti si impegnarono in campo politico, o addirittura si arruolarono, ma Welles cercò di evitare il servizio di leva; la storica cinematografica Giuliana Muscio ha ritrovato una lettera indirizzata alla MGM e datata 28 aprile 1943, diretta all'Office War Information, nella quale il regista chiede l'esonero dal servizio militare per partecipare a una produzione cinematografica basata su Guerra e pace di Lev Tolstoj, mai però realizzata.

#### It's All True
Già nel 1941 Welles progettava di girare un film a episodi, It's All True; il primo episodio, il cui titolo previsto era Il Capitano Chair, era basato su un soggetto del 1938 in cui l'autore, il documentarista Robert J. Flaherty, affrontava il tema dei propri viaggi nel gelido Nord. L'intenzione di Welles era quella di riadattare il racconto, ma il progetto alla fine non si concretizzò. Il secondo episodio previsto, My Friend Bonito, tratto anch'esso da un soggetto di Flaherty, narrava la storia dell'amicizia tra un bambino messicano e un toro, destinato alla corrida e salvato dalla morte nell'arena grazie alla pietà della folla.
Le riprese di questo episodio vennero avviate dal regista Norman Foster e non da Welles, ma Foster non proseguì la lavorazione, poiché fu richiamato da Welles a Hollywood per collaborare alla regia di Terrore sul Mar Nero.
All'indomani dell'attacco giapponese a Pearl Harbor - nell'ottica di avvio di un'azione di propaganda in America Latina per timore di una possibile influenza nazista in quei Paesi - Welles venne interpellato dal Governo degli Stati Uniti che lo incaricò di raggiungere il Brasile per girare un film sul Carnevale di Rio de Janeiro, compromettendo così la prosecuzione del lavoro del regista, sia per L'orgoglio degli Amberson sia per Terrore sul Mar Nero.
Welles partì per il Brasile, dove il 13 febbraio prese il via il carnevale; la sua idea era quella di riprogettare interamente It's All True, di utilizzare le riprese sul carnevale come primo episodio e di conservare il girato di My Friend Bonito, utilizzandolo come secondo episodio.
Per il secondo episodio, Welles trovò ispirazione da un fatto realmente accaduto e di cui aveva letto un articolo sulla rivista TIME. È la storia di Jacaré, Tata, Mané e Geronymo, quattro pescatori (jangadeiros) originari di una regione del Nord del Brasile, i quali sono costretti a dividere il frutto del loro lavoro con i padroni delle barche (jangadas). Desiderosi di ottenere la tutela e la protezione di un sindacato, i quattro intraprendono un viaggio lungo tutta la costa del Brasile fino a Rio de Janeiro, transitando solo nei tratti d'acqua più bassa e più vicina alla costa, attraccando occasionalmente per rifornirsi e per chiedere ospitalità alla gente del luogo. Prima di giungere nella capitale, sono diventati così famosi che il presidente Getúlio Vargas è costretto a riceverli. I quattro conquistano solo un piccolo miglioramento economico ma non riescono a ottenere l'istituzione del sindacato, che il presidente comunque promette loro.
Welles decise di iniziare la lavorazione dell'episodio con le riprese relative all'arrivo dei jangadeiros a Rio. Durante una pausa, mentre la macchina da presa era ferma e i pescatori si trovavano in mezzo alla baia, un'onda gigantesca li travolse e trascinò in fondo al mare Jacaré, che morì annegato. La responsabilità della tragedia venne attribuita a Welles che, da quel momento, come dichiarò lui stesso in un'intervista poi apparsa nel documentario It's All True, provò un tale senso di colpa da voler a tutti i costi terminare il film per onorare la memoria del povero Jacaré.
Nel frattempo, la casa produttrice RKO subì un avvicendamento ai vertici dirigenziali: George Schaefer, protettore di Welles, venne sostituito da Charles J. Koerner, che licenziò in tronco il regista e decise di richiamare la troupe dal Brasile, revocando la disponibilità dei fondi residuati. Con il fallimento del film, tutto il lavoro rimase inutilizzato e venne depositato negli archivi RKO. L'unico materiale oggi visionabile è contenuto in It's All True, ovvero nel documentario omonimo che racconta la realizzazione del film, uscito negli anni novanta.

#### Gli altri film degli anni quaranta
(Orson Welles)
La débâcle di Terrore sul Mar Nero e di It's all True rappresentò la fine di quella che per Welles era stata preannunciata, poco più di un anno prima, come la folgorante carriera di un genio.
Per alcuni anni, durante il periodo della seconda guerra mondiale, Welles rimase lontano dal mondo del cinema, dedicandosi a trasmissioni radiofoniche di propaganda per la CBS e, in particolare, ad attività di carattere politico quali un ciclo di conferenze sulla natura del fascismo, che egli presiedette in tutto il paese, unitamente al sostegno all'amministrazione del presidente statunitense Roosevelt, per il quale scrisse diversi discorsi politici.

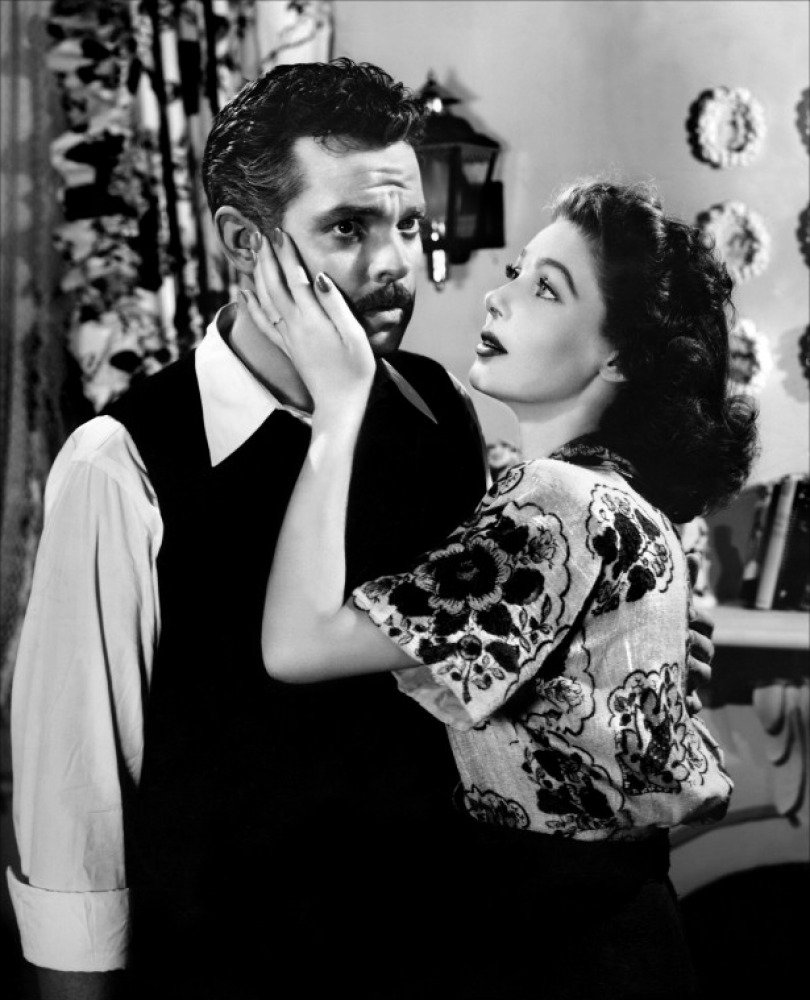
Welles e Loretta Young ne Lo straniero (1946)

Nel frattempo Welles, che nel 1939 aveva divorziato dalla prima moglie Virginia Nicolson, e che aveva avuto una successiva relazione con l'attrice messicana Dolores del Río (sua partner in Terrore sul Mar Nero), nel 1943 si risposò con Rita Hayworth, la cui interpretazione in Gilda (1946) la consacrerà come uno dei maggiori sex symbol del dopoguerra. Dal matrimonio con la Hayworth nacque una figlia, Rebecca (1944-2004).
Welles ritornò al cinema grazie al produttore David O. Selznick, che lo scritturò per interpretare il dramma in costume La porta proibita (1944), tratto dal romanzo Jane Eyre, accanto a Joan Fontaine. Con il vigoroso ritratto del protagonista Edward Rochester, l'ombroso eroe romantico nato dalla penna di Charlotte Brontë, Welles poté sfruttare al meglio la propria imponente presenza scenica.
Il successivo impegno cinematografico di Welles rappresentò uno dei momenti più curiosi e affascinanti della sua carriera. Nel film La nave della morte (1944), un tipico prodotto hollywoodiano del periodo bellico, composto di sketch e numeri musicali di intrattenimento, Welles ricorse a una sua antica passione, l'illusionismo, producendosi nel Mercury Wonder Show, un famoso spettacolo di magia durante il quale eseguì con eleganza alcuni numeri da prestigiatore e si esibì nel trucco della donna segata a metà, con l'ausilio di una partner d'eccezione, Marlene Dietrich.
Dopo l'interpretazione di un veterano della prima guerra mondiale nel dramma sentimentale Conta solo l'avvenire (1945), accanto a Claudette Colbert, Welles riuscì a realizzare ancora tre film a Hollywood: nel primo, Lo straniero (1946), Welles diresse Loretta Young e Edward G. Robinson, interpretando anche il ruolo del protagonista, un ex nazista che tenta di nascondere il proprio passato sotto l'identità di un professore che insegna in un college di un piccolo centro del Connecticut.

#### La signora di Shanghai

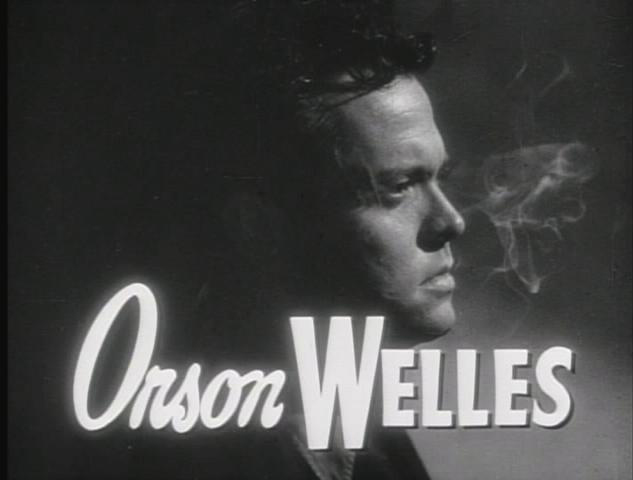
Orson Welles nel trailer de La signora di Shanghai (1948)

Nel 1946 Welles ritornò al teatro con Around the World, un adattamento musicale de Il giro del mondo in ottanta giorni. Lo spettacolo ottenne un grande successo di critica ma lo scarso riscontro di pubblico lasciò Welles in disastrose condizioni finanziarie e lo costrinse a raggiungere un frettoloso accordo con Harry Cohn, boss della casa produttrice Columbia, per dirigere La signora di Shanghai, un curioso mix di dramma e elementi noir, in cui recitò anche nel ruolo del protagonista, il marinaio Michael O'Hara, e affidò alla moglie Rita Hayworth il personaggio di Elsa Bannister, una femme fatale falsa e amorale.
Welles ricorse ad alcune originali ambientazioni, come nella scena dell'incontro tra O'Hara e la Bannister tra le vasche di un grottesco acquario, e come la lunga sequenza da incubo in un tentacolare luna park, che culminò nella sparatoria finale all'interno di un labirinto di specchi. Sua fu anche la rielaborazione del look della Hayworth, le cui celeberrime chiome lunghe e rosse vennero sacrificate da Welles in favore di un'acconciatura più corta e di un biondo più freddo e più aderente al cliché di spietata dark lady.
L'uscita del film, oggi considerato un "classico", venne bloccata da Harry Cohn, inorridito dalla possibile reazione del pubblico di fronte alla drastica trasformazione dell'immagine della Hayworth. La signora di Shanghai verrà distribuito solo nel 1948, all'epoca in cui Welles e la Hayworth avevano avviato le pratiche di divorzio, dopo un matrimonio durato cinque anni. La Hayworth, in seguito, lodò in più di un'occasione la pellicola, considerandola una delle più belle della propria carriera, e sostenendo di aver creduto moltissimo nelle capacità dell'ex marito, affidandosi senza timori al suo genio.

#### IlMacbethe l'addio a Hollywood

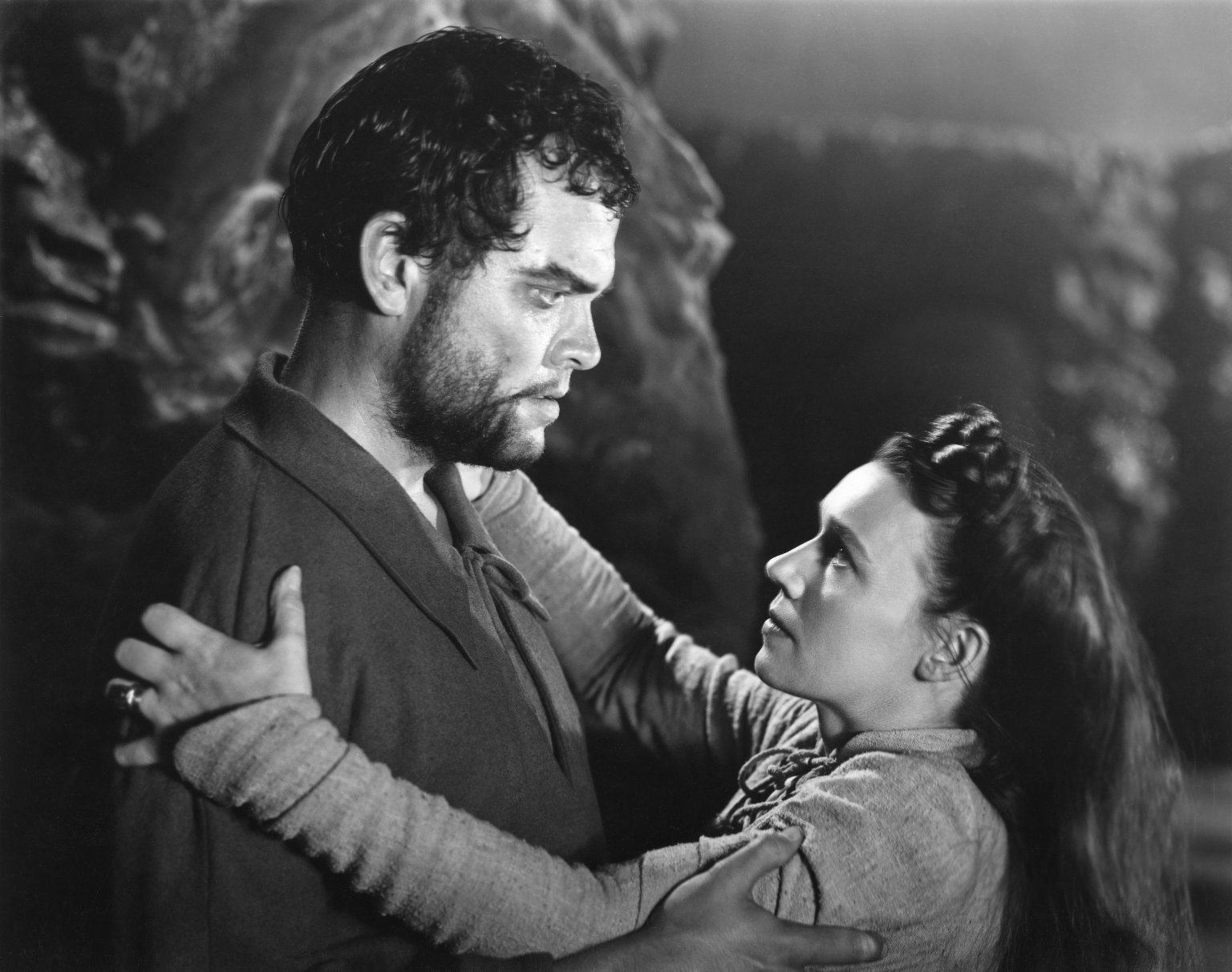
Welles con Jeanette Nolan in Macbeth (1948)

Archiviata l'esperienza nel genere noir, nell'estate del 1947 Welles si dedicò alla trasposizione cinematografica del Macbeth di Shakespeare (di cui fu regista e interprete), ottenendo dalla casa produttrice Republic Pictures un tempo di soli 23 giorni per terminare la lavorazione, un singolo teatro di posa e un budget così ridotto da costringere il regista a ricorrere a scenari e sfondi di cartapesta.
Welles aveva disegnato personalmente le scenografie, ma esse risultarono fuori budget, per cui dovette accontentarsi di utilizzare sfondi di fortuna, come la vecchia miniera di sale solitamente impiegata come set dei western della Republic, per adattarla a diventare il salone del castello, e di noleggiare gran parte dei costumi di scena alla Western Costume. Nelle sequenze relative alla battaglia, Welles utilizzò i cameramen come comparse, vestendoli solo sul dorso per filmarli durante i primi piani del combattimento. Nonostante i mezzi tecnici limitati e le restrizioni in termini di tempo, la versione del Macbeth realizzata da Welles è da considerarsi parzialmente riuscita, ma non bastò a evitare la mediocre conclusione della prima fase hollywoodiana della sua carriera.

### I primi anni in Europa (1949-1957)
(Orson Welles)
Nel 1948 Welles lasciò definitivamente la cittadina californiana e si trasferì in Europa, dove iniziò a concentrarsi su una nuova trasposizione di un dramma shakesperiano, l'Otello, che intendeva dirigere e interpretare. La necessità di finanziare questo progetto lo costrinse ad accettare alcune parti in film americani realizzati in Europa, quali Cagliostro (1949), Il principe delle volpi (1949) e La rosa nera (1950) (gli ultimi due accanto a Tyrone Power). Si tratta di pellicole in costume, con scenografie ridondanti, in cui Welles si produsse in annoiate interpretazioni di personaggi intriganti e appesantiti da eccessivi orpelli.
In quel periodo ebbe una relazione con l'attrice italiana Lea Padovani.

#### Il terzo uomo
(Orson Welles)
Nel 1949, Welles ottenne un ruolo che si rivelò di fondamentale importanza per la sua carriera e nel quale verrà spesso identificato in futuro, quello del bieco Harry Lime ne Il terzo uomo (The Third Man, 1949), diretto da Carol Reed e sceneggiato dallo scrittore inglese Graham Greene, che dal film trarrà successivamente un romanzo di successo.
Ambientato nella Vienna dell'immediato dopoguerra, il film ruota attorno alla misteriosa figura di Harry Lime, un ignobile avventuriero che traffica in penicillina adulterata in una città sconvolta dagli eventi bellici. La trama prevede che il personaggio di Lime compaia solo in un numero limitato di scene, ma il fatto che nel film si continui a parlare di lui (sono state calcolate ben 57 allusioni verbali a Lime, prima della sua entrata in scena), lo colloca automaticamente al centro dell'attenzione dello spettatore.
Il film ottenne un enorme successo di pubblico e la carismatica presenza di Welles, che appare per pochi minuti ma il cui cinico e sfrontato personaggio è continuamente citato per tutto il film, contribuì a consolidare la sua popolarità, già nel frattempo rafforzata fin dal pubblicizzato matrimonio con Rita Hayworth.

#### Otello

Una scena dell'Otello

Con la realizzazione dell'Otello (1952), che richiederà quasi tre anni di lavoro, Welles iniziò la sua avventura da regista in Europa, affrontando una lunga serie di difficoltà professionali, quali la costante necessità di reperire i fondi necessari, il sopravvenuto fallimento della casa produttrice del film (la Scalera Film di Roma), il lungo lavoro di selezione per assegnare la parte di Desdemona, la difficoltà di conciliare gli impegni di interpreti e tecnici con la crescente lunghezza dei tempi di lavorazione, protrattisi dal 1949 al 1951 e caratterizzati da ripetute interruzioni e riprese.
L'esperienza dell'Otello è rappresentativa delle difficoltà artistiche che Welles incontrerà durante tutto il resto della sua carriera di regista. Via via impegnato come attore su set altrui, o in trasmissioni radiofoniche e spettacoli teatrali al solo scopo di finanziarsi, Welles rese il suo Otello un'opera memorabile, privilegiando la tecnica del montaggio, con cui riuscì a restituire la dimensione classica dell'opera attraverso scene ambientate direttamente nei luoghi storici, dando una efficace continuità spaziale e temporale a sequenze spesso realizzate in ambienti e momenti assai differenti tra loro.
Girato in esterni a Mogador e Safi (sulla costa del Marocco), a Venezia e a Tuscania, nel 1952 l'Otello di Welles si aggiudicò la Palma d'oro al Festival di Cannes (ex aequo con Due soldi di speranza di Renato Castellani), partecipando come rappresentante degli Stati Uniti.
I successivi impegni videro Welles dividersi tra alcune produzioni europee girate in Inghilterra, Francia e Italia (in quest'ultimo paese partecipò come attore al film L'uomo, la bestia e la virtù (1953), diretto da Steno e interpretato a fianco di Totò). Iniziò inoltre a lavorare anche per la televisione, dirigendo due serie per la BBC inglese e tornando a New York nel 1953 per una versione del Re Lear destinata ad andare in onda all'interno di Omnibus, serie televisiva della CBS.

#### Rapporto confidenziale
Con Rapporto confidenziale (1955), Welles tornò alla regia cinematografica, scegliendo un tema per certi versi analogo a Quarto potere, ovvero la storia di Mr. Gregory Arkadin, un potentissimo arricchito che tenta di disfarsi di chiunque possa scoprire gli infamanti segreti del suo passato e le vergognose origini della sua potenza finanziaria. Welles, la cui costituzione fisica iniziava ad appesantirsi col trascorrere degli anni, diede un ritratto di grande imponenza del magnate Arkadin, curando come di consueto il make up, completo di folti baffi e barba e di un marcato trucco dei lineamenti.
Il ruolo della figlia di Arkadin, Raina, venne interpretato da un'attrice italiana, la contessina Paola Mori che, nel maggio del 1955, diventò la terza signora Welles. Nel novembre dello stesso anno nacque la loro figlia Beatrice.
Dopo una riduzione teatrale del Moby Dick di Melville, con cui andò in scena a Londra nel 1956, nel ruolo del capitano Achab, Welles prese parte anche alla trasposizione cinematografica del medesimo romanzo, diretta da John Huston. Quella di Welles è una breve ma vigorosa apparizione nei panni dell'imponente Padre Mapple, che pronuncia un memorabile sermone su Giona e la balena, dall'alto di un pulpito a forma di prua di una nave.

### Breve parentesi a Hollywood (1957-1959)
Dopo quasi dieci anni di lontananza, nel 1957 Welles rientrò a Hollywood. Il suo aspetto diventato massiccio lo faceva sembrare più anziano dei suoi 42 anni e gli precluse ormai quei ruoli romantici che aveva affrontato negli anni quaranta. Nei suoi primi due film subito dopo il ritorno, Welles interpretò due figure di "americano del Sud": ne La tragedia del Rio Grande (1957) è Virgil Renchler, un malvagio proprietario terriero che dirige dispoticamente un grosso ranch nel Sud-ovest e si scontra con lo sceriffo del luogo (Jeff Chandler). Ne La lunga estate calda (1958) è Will Varner, un rozzo piantatore sudista di mezza età, personaggio con cui Welles poté contrapporre la propria recitazione teatrale e la propria accurata dizione allo stile introspettivo del metodo Stanislavskij dei suoi partner, Paul Newman, Joanne Woodward e Anthony Franciosa.

#### L'infernale Quinlan
(Joseph McBride)

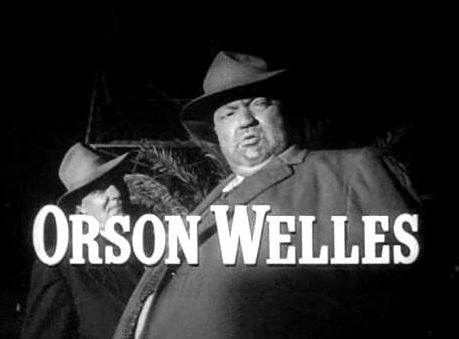
Orson Welles nel ruolo di Hank Quinlan ne L'infernale Quinlan (1958)

Nel 1958 Welles accettò un incarico dalla Universal Pictures per dirigere e interpretare L'infernale Quinlan, un film inizialmente di ambizioni modeste che si rivelò invece, secondo il parere degli storici del cinema e di parecchi estimatori, come un altro capolavoro assoluto di Welles, che qui ritrovò la sua inesauribile creatività di regista, ricorrendo a lunghissimi piani sequenza, ad audaci movimenti aerei di gru, e a delicate carrellate senza stacchi per assicurare la continuità dell'azione.
Il celebre incipit de L'infernale Quinlan, materia di studio nelle scuole di cinema, è costituito da un lungo piano sequenza introduttivo, che Welles dirige in maniera magistrale e per mezzo del quale coinvolge immediatamente il pubblico, fornendo un meccanismo narrativo di forte tensione emotiva, dal quale lo spettatore può trarre una molteplicità di indicazioni sulla trama e sui personaggi protagonisti del film, ambientato a Los Robles, una cittadina di confine tra gli Stati Uniti e il Messico.
L'ambiguo poliziotto Hank Quinlan, interpretato dallo stesso Welles, rimane uno dei personaggi più memorabili della sua carriera di attore. È una figura che ha perduto il suo idealismo giovanile e la sua onestà, e si è ridotto a condurre indagini superficiali e sbrigative nelle quali si serve della propria passata esperienza professionale unicamente per costruire prove fasulle allo scopo di incastrare i sospetti che, secondo il suo intuito, sono colpevoli. È un personaggio amorale e negativo fin dalle caratteristiche fisiche, dalla sua esagerata obesità (Welles, già notevolmente ingrassato all'epoca, per la parte ricorse comunque a un'ulteriore imbottitura sotto gli abiti) al suo strascicato modo di incedere, ai suoi vestiti stazzonati, ai suoi atteggiamenti spesso sinistramente infantili. La sua monumentale presenza venne ulteriormente accentuata da inconsueti angoli di ripresa filmati dal basso. Eppure, a suo modo, Quinlan è anche un sentimentale: dietro la sua amarezza e il suo cinico disincanto nei confronti della società, si nascondono profondo dolore, stanchezza e inquietudine, che Welles riesce a interpretare in modo tale da accattivarsi la simpatia dello spettatore, malgrado le caratteristiche negative del personaggio.
Anche L'infernale Quinlan fu oggetto di modifiche da parte della produzione ma è oggi visibile nella sua completezza, in una versione che comprende una quindicina di minuti in più di girato, relativi a scene di raccordo e di spiegazione che furono inserite da un altro regista (Harry Keller) nella fase di post produzione del film. Ma ci sono anche scene che inizialmente non sono state inserite da Welles e che risultano utili a colmare delle lacune narrative: un dialogo vis-à-vis tra Welles e Heston e una scena, in prossimità del finale, in cui Heston riflette sulle sue intenzioni di intrappolare Quinlan.
Dopo un'apparizione ne Le radici del cielo (1958), per la regia di John Huston, in cui interpretò Cy Sedgewick, un untuoso opinionista televisivo, Welles prese parte al film Frenesia del delitto (1959), basato sul celebre caso giudiziario Leopold e Loeb, in cui ebbe l'opportunità di prodursi in un'incisiva interpretazione dell'avvocato Jonathan Wilk, difensore dei due giovani protagonisti (personaggio ispirato alla figura del noto penalista Clarence Darrow), pronunciando un'appassionata arringa contro la pena di morte.

### Il rientro in Europa

Orson Welles nel film I tartari

Dopo il breve intermezzo hollywoodiano, i perenni vagabondaggi professionali riportarono Welles in Europa per tentare di realizzare nuovi progetti, come al solito ricorrendo ai compensi percepiti per i suoi ruoli di attore. Consapevole di non disporre di sufficienti risorse economiche, Welles fece inoltre ricorso ai suoi fondi personali oppure si trovò costretto a rivolgersi ad atipici finanziatori di scarsa affidabilità. All'inizio degli anni sessanta comparve in alcune grossolane produzioni in costume, come David e Golia (1960), I tartari (1961) e Le meravigliose avventure di Marco Polo (Lo scacchiere di Dio) (1964), dove il suo sforzo interpretativo era ridotto al minimo. Tuttavia ebbe modo di dirigere e interpretare un'opera di spicco come Il processo (1962), trasposizione cinematografica dell'omonimo romanzo di Franz Kafka, film del quale ottenne finalmente la possibilità di curare personalmente il montaggio finale senza interferenze, e che risultò assai notevole sotto l'aspetto visivo, con gran parte delle sequenze girate nei locali abbandonati della Gare d'Orsay di Parigi, e in Jugoslavia in edifici dell'era sovietica. Partecipò inoltre all'episodio La ricotta, diretto da Pier Paolo Pasolini, nel film Ro.Go.Pa.G. (1963).

#### Falstaff

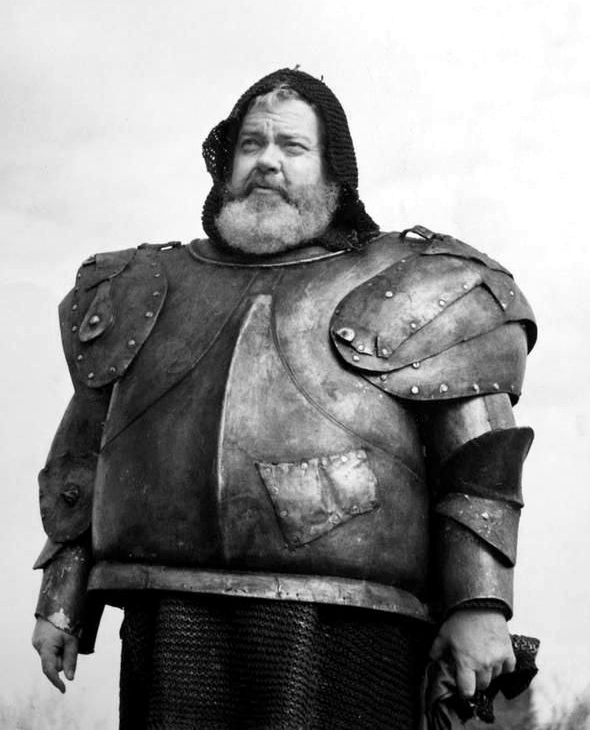
Orson Welles nel film Falstaff

Grazie a finanziamenti svizzeri e spagnoli, Welles poté coronare un suo antico sogno, quello di tornare all'amato Shakespeare per interpretare il ruolo di Falstaff (Campanadas a medianoche, 1965), dando vita al personaggio nel quale si sentì a suo agio più che in tutti gli altri ruoli shakespeariani che aveva interpretato per il cinema. Alternando la chiassosa cialtroneria alla delicata vulnerabilità, Welles diede una delle migliori interpretazioni della sua carriera. Il suo Falstaff ama profondamente la vita, il divertimento e le fanfaronate e il suo destino avrà un epilogo malinconico, quando egli verrà disconosciuto dal principe Hal, divenuto re, che è stato suo compagno di tante goliardate e ora rinnega la loro fanciullesca amicizia.
(Orson Welles)
Con Falstaff, Welles venne acclamato in Francia e vinse un premio speciale "per il suo contributo al cinema mondiale" al Festival di Cannes, dove fu salutato dall'ovazione di pubblico e critica. Negli Stati Uniti il film venne invece accolto da recensioni contrastanti e ottenne una distribuzione appena marginale.

#### Storia immortale
In Storia immortale (1968), tratto da una novella della scrittrice danese Isak Dinesen, Welles tornò a interpretare uno dei suoi tipici personaggi onnipotenti ma votati alla solitudine. Dopo Charles Foster Kane e Mr. Arkadin, anche il facoltoso mercante Mr. Clay è un solitario afflitto dal rancore, una figura decadente che deve affrontare l'amarezza di un'esistenza senza amore e la frustrazione per gli effetti corruttori della ricchezza accumulata. Clay ha un'idea ossessiva che intende mettere in pratica, ovvero quella di trasformare in realtà la leggenda che narra di un ricco signore che, sposato a una giovane donna, assolda un marinaio affinché questi giaccia con sua moglie e gli generi un erede. La sua bramosia di realizzare il progetto lo porta ad assoldare una prostituta locale (Jeanne Moreau) e un giovane naufrago il quale, la mattina successiva, rifiuta il denaro di Clay e gli annuncia che non racconterà mai quanto accadutogli nella notte. Frustrato perché gli eventi che ha ricreato non raggiungeranno mai un loro pubblico, Clay muore vittima della sua stessa onnipotenza e del fallito desiderio di immortalità.
Finanziato in parte dalla televisione francese, ma destinato alla proiezione al pubblico nei cinematografi, Storia immortale è un'opera bizzarra che Welles realizzò con molta delicatezza e con un'ironia filosofica frutto della sua maturità artistica, presentandola come una favola sull'eternità e con toni insolitamente pacati rispetto ai suoi precedenti lavori.

### Gli ultimi anni
Tra le apparizioni degne di nota di Welles durante gli anni sessanta, da ricordare quella nel ruolo del cardinale Wolsey in Un uomo per tutte le stagioni (1966) di Fred Zinnemann. In vesti cardinalizie, sfoggiando un sogghigno diabolico, palpebre appesantite e fisico debordante, Welles espresse grande intensità nell'interpretazione di Wolsey, uomo spiritualmente corrotto che nel finale deve affrontare con disperazione la morte, l'unico nemico contro cui la sua abilità politica risulta impotente. Nel 1969 recitò nella commedia Una su 13, l'ultimo film in cui compare Sharon Tate prima della sua tragica e prematura scomparsa.
Già vincitore di un Oscar nel 1942 per la miglior sceneggiatura originale di Quarto potere, nella sua carriera Welles ottenne altre quattro candidature, e nel 1971 venne insignito dall'Academy of Motion Picture Arts and Sciences (l'organizzazione che presiede all'assegnazione degli Oscar) di un premio alla carriera "per la superlativa capacità artistica e la versatilità dimostrata nella creazione di opere cinematografiche". Nel medesimo anno recitò in Dieci incredibili giorni (1971), curiosa trasposizione europea di un noto romanzo giallo di Ellery Queen. Claude Chabrol, regista del film e da sempre ammiratore dell'opera di Welles, gli affidò la parte del ricco e decrepito Theo Van Horn, concependo la pellicola come una sorta di omaggio a Welles e compendio della sua carriera. Il personaggio di Van Horn vive in un palazzo sullo stile di Xanadu (come Kane in Quarto potere), è dominato dalla gelosia (come Otello) per la relazione tra la giovane moglie e il proprio figlio (interpretato da Anthony Perkins, da Welles precedentemente diretto ne Il processo), e ha fatto carriera in maniera misteriosa (come Mr. Arkadin in Rapporto confidenziale).
Grande opera di questi anni fu anche il documentario F come falso (1973), in cui il regista esplorò la natura illusionistica della sua arte, affrontando la tematica dei falsari e della validità dell'expertise nel campo delle arti figurative, nel cinema e nella scrittura, basandosi sulla figura di Elmyr de Hory, un falsario ungherese di successo, della sua personale esperienza e di quella di Clifford Irving, biografo di de Hory. Girò anche Filming Othello (1978), un documentario dove rievocò la travagliata e avventurosa lavorazione del film Otello e narrò parte della propria biografia.
Di costituzione robusta fin dalla nascita, Welles raggiunse un certo grado di obesità con l'avanzare degli anni, e dovette far fronte anche a problemi cardiaci. Durante gli anni settanta comparve in numerose campagne pubblicitarie di prodotti alimentari, in particolare i vini, facendo da testimonial per il marchio Veuve Clicquot sulle pagine dei rotocalchi, e per uno spot televisivo della "Paul Masson Wines", un marchio californiano di vini, consolidando la propria fama di buongustaio (evidente anche nel film-documentario F come falso) e di viveur.
Nel 1980 recitò nel film Il segreto di Nikola Tesla di Krsto Papić, basato sulla vera storia dell'inventore Nikola Tesla, nei panni del magnate J.P. Morgan.
Orson Welles morì nell'amata/odiata Hollywood, per un attacco cardiaco, il 10 ottobre 1985, lo stesso giorno della scomparsa di Yul Brynner, altra leggenda del cinema americano. Solo il giorno precedente, aveva registrato una puntata televisiva del Merv Griffin Show, in cui si era esibito in un abile gioco di prestigio. Negli Stati Uniti, le reazioni alla sua scomparsa furono nettamente diverse da quelle nel resto del mondo: mentre fuori dall'America i necrologi ponevano l'attenzione sui risultati artistici conseguiti da Welles in quasi mezzo secolo di attività, nella sua patria i commenti vertevano principalmente su una carriera dall'esordio spettacolare seguita da una quarantina d'anni di attività discontinua e continuamente gravata dallo spettro del fallimento.
Le ceneri di Welles riposano a Ronda (Spagna), nella hacienda (fattoria) che fu residenza del torero Antonio Ordóñez e dove il diciannovenne Welles trascorse qualche mese durante i suoi vagabondaggi giovanili.

## I progetti incompiuti
(Orson Welles)

### Don Chisciotte

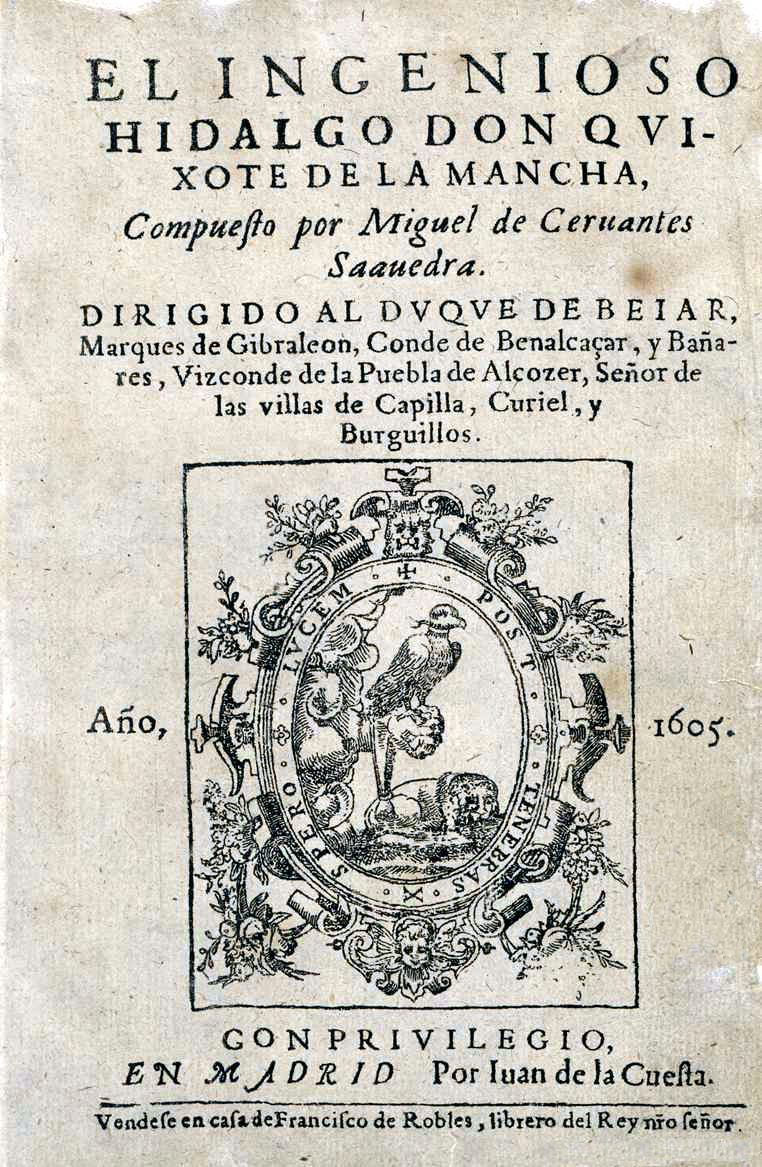
Frontespizio del Don Quixote di Miguel de Cervantes

Durante la sua carriera Orson Welles non riuscì a portare a termine diversi progetti, che si trovò costretto ad abbandonare per problemi legati alla produzione. Oltre a It's All True, anche Don Chisciotte e il più recente The Other Side of the Wind sono rimaste leggendarie opere incompiute, anche se entrambe sono poi state completate postume in base agli appunti dello stesso Welles. Il primo è un progetto per la televisione che Welles intraprese subito dopo aver girato Rapporto confidenziale, con l'intenzione di sperimentare tecniche innovative rispetto ai suoi metodi tradizionali, ovvero lasciando agli attori massima libertà d'improvvisazione, oltre ad apparire egli stesso sia come voce narrante sia come protagonista, accanto a Francisco Regueira, Akim Tamiroff e Patty McCormack. Welles, che aveva inizialmente previsto la durata del film tra i 75 e gli 80 minuti, incontrò crescenti difficoltà a terminare l'opera poiché, come disse, si fece prendere la mano, mentre le idee continuavano a portarlo avanti nel progetto e ad allungarlo. «Più o meno mi è successo come a Cervantes che cominciò per farne una novella e finì per scrivere il Don Quixote. È un soggetto che una volta iniziato non si può più abbandonare».
Ma finì anche per dichiarare che: «È veramente un film difficile. Devo dire anche che è molto lungo; quello che devo ancora girare non servirà a completare il metraggio: con il materiale esistente potrei montare tre film [...] La cosa curiosa è che "Don Quixote" è stato girato con un'équipe di sei persone. Mia moglie (Paola Mori) era la "script girl", l'autista piazzava le lampade, io dirigevo, facevo le luci e l'operatore in seconda. Solo attraverso la cinepresa si può avere l'occhio a tutto».
Don Quixote, accantonato e poi ripreso lungo l'arco di 14 anni, resterà definitivamente incompiuto e la sua mancata conclusione rappresenterà per Welles un tormento professionale, tenendolo avvinghiato all'opera per tutta la sua esistenza. Solo molti anni più tardi il film (con immagini purtroppo deteriorate dal tempo) verrà rimontato in Spagna secondo gli appunti di Welles e presentato al Festival di Cannes nel 1992.

### L'altra faccia del vento
Nel 1970 Welles iniziò a girare L'altra faccia del vento, con la collaborazione di altri personaggi già noti come l'artista croata Oja Kodar (sua ultima compagna di vita), l'amico Peter Bogdanovich, John Huston, Norman Foster, Susan Strasberg, Joseph McBride, ma la produzione venne sospesa più volte a causa dei consueti problemi di finanziamento che Welles regolarmente incontrava. Il soggetto del film è assai differente dalle tematiche solitamente affrontate da Welles, e narra dell'ultima notte di J.J. "Jake" Hannaford (Huston), un anziano regista della vecchia scuola che, nel tentativo di rimanere a galla, sta girando un film economico, estremista, con scene di nudo. Il personaggio del regista, pur essendo eterosessuale, si innamora del suo protagonista. Come dichiarato da McBride, il film riflette non solo la tematica dell'omosessualità, ma cerca di spiegare la visione di Welles nei riguardi del rapporto tra attore e regista, tra "uomo" e "Dio". Questo film, dice McBride, «è l'8½ di Welles, una meditazione sull'arte e il mestiere del cinema».
The Other Side of the Wind non venne mai completato dal regista. Successivamente il regista Peter Bogdanovich dichiarò la sua volontà di terminarlo indicando come data di uscita il 2009. Bogdanovich, al quale Welles chiese all'epoca di finire il film "nel caso mi dovesse succedere qualcosa", dichiarò poi che stava tentando di terminarlo allo scopo di presentarlo al Festival di Cannes nel 2010. In tempi recenti la possibile uscita è stata annunciata in concomitanza con il centenario della nascita di Welles, il 6 maggio 2015. In realtà solo nel 2018 il film è stato portato a termine da Netflix e presentato alla Mostra del Cinema di Venezia. È uscito sul canale streaming di Netflix a partire da novembre 2018.
Altro film incompiuto del grande regista, ritenuto un'opera persa, fu Il mercante di Venezia di cui Welles dichiarò il furto del negativo. La pellicola, in occasione del Festival di Venezia 2015 e per le celebrazione del centenario della nascita del regista, è stata ricostruita partendo da alcuni fortunosi ritrovamenti: presso il "Fondo Welles" di Oja Kodar (ultima compagna del regista) è stata ritrovata la sceneggiatura originale del film e gli appunti sulla colonna sonora di Angelo Francesco Lavagnino; copia parziale della pellicola, con quasi tutto il girato, è stata poi rinvenuta per opera di Cinemazero di Pordenone e altri frammenti sono stati recuperati dagli archivi del Filmmuseum di Monaco di Baviera, della Cinémathèque française e della Cineteca di Bologna.

### The Deep
Tra il 1966 e il 1969 gira il film The Deep tratto dal romanzo Punto morto (Dead Calm, 1963) dello scrittore Charles Williams. I protagonisti erano Oja Kodar, Jeanne Moreau, Michael Bryant e Laurence Harvey. Il film per problemi di produzione rimase incompiuto e la maggior parte del girato andò perduta. Alcune scene si trovano in rete. Nel 1989 il regista Phillip Noyce dallo stesso romanzo girò il film Ore 10: calma piatta (Dead Calm) con Nicole Kidman e Sam Neill.

## Apparizioni speciali
(Orson Welles al Saturday Evening Post, 8 dicembre 1962)
Come spiegato in precedenza, durante tutta la sua carriera Orson Welles fu costretto a interpretare molti piccoli ruoli in svariati film e produzioni, spesso di scarso livello artistico, per riuscire ad assicurarsi le risorse finanziarie necessarie a produrre i propri progetti. Apparso in numerose pellicole dirette da altri registi, in programmi radiofonici, in registrazioni di parti recitate all'interno di brani musicali, negli anni settanta Welles trovò nella televisione la sua principale fonte di reddito, diventando un ospite consueto alle trasmissioni televisive più popolari, come gli show di Dick Cavett, di David Frost e di Johnny Carson, e apparve più volte nel The Dean Martin Show. Nel 1963 interpretò il suo alter ego come regista nel cortometraggio La ricotta di Pier Paolo Pasolini. Recitò Shakespeare in qualunque occasione gli si presentasse, e fu proprio in una puntata dello show di Dean Martin, nel 1967, che si produsse in una toccante interpretazione improvvisata di Shylock (senza trucco e in smoking) da Il mercante di Venezia.
Welles fece due speciali apparizioni, in qualità di voce narrante, in due canzoni del gruppo epic metal Manowar: Dark Avenger (dall'album Battle Hymns) e Defender (dall'album Fighting the World).
È inoltre accreditato di alcune parti narrate nel primo album degli Alan Parsons Project Tales of Mystery and Imagination - Edgar Allan Poe. La sua voce introduce i brani A Dream within a Dream e The Fall of the House of Usher. Alan Parsons ha ripubblicato e rimasterizzato in CD l'album nel 1987 aggiungendo i contributi di Welles. Nella prima edizione del 1976 non compare.
Nella serie televisiva Magnum, P.I. la voce di Robin Master è di Orson Welles. L'identità del misterioso Master avrebbe dovuto essere rivelata nell'ultima puntata della serie e Welles avrebbe dovuto finalmente mostrare il suo volto, ma morì per arresto cardiaco a poche settimane dalle riprese.
Nel film animato Transformers: The Movie, Welles dà la voce al terrificante e misterioso Unicron, un pianeta che divora altri pianeti, si trasforma in un immenso robot e possiede poteri di portata sconosciuta; il film uscì circa un anno dopo la scomparsa dell'attore, nel 1986.

## Archivio
Una parte del fondo archivistico dedicato a Orson Welles è conservata a Torino presso l’Archivio Storico del Museo Nazionale del Cinema mentre un'altra parte è conservata negli Stati Uniti presso la University of Michigan Library.

## Radio

### Prime opere
- Les Miserables (1937 in diverse puntate)

### The Mercury Theater on the Air (1938)
- Dracula (11 luglio)
- L'isola del tesoro (18 luglio)
- A Tale of Two Cities (25 luglio)
- The 39 Steps (1º agosto)
- I'm a Fool/The Open Window/My Little Boy (8 agosto)
- Abraham Lincoln (15 agosto)
- The Affairs of Anatole (22 agosto)
- Il conte di Montecristo (29 agosto)
- The Man Who Was Thursday (5 settembre)
- Giulio Cesare (11 settembre)
- Jane Eyre (18 settembre)
- Sherlock Holmes (25 settembre)
- Oliver Twist (2 ottobre)
- Hell On Ice (9 ottobre)
- Seventeen (16 ottobre)
- Il giro del mondo in 80 giorni (23 ottobre)
- La guerra dei mondi (30 ottobre)
- Heart of Darkness/Life With Father/Gift of the Magi (6 novembre)
- A Passenger to Bali (13 novembre)
- The Pickwick Papers (20 novembre)
- Clarence (27 novembre)
- The Bridge at San Luis Rey (4 dicembre)

### The Campbell Playhouse (1938-40)
- Rebecca (9 dicembre 1938)
- A Christmas Carol (23 dicembre 1938)
- Counselor-at-Law (6 gennaio 1939)
- L'ammutinamento del Bounty (13 gennaio 1939)
- I Lost My Girlish Laughter (27 gennaio 1939)
- Arrowsmith (3 febbraio 1939)
- The Green Goddess (10 febbraio 1939)
- The Glass Key (10 marzo 1939)
- Beau Geste (17 marzo 1939)
- Showboat (31 marzo 1939)
- The Patriot (14 aprile 1939)
- Private Lives (21 aprile 1939)
- Wickford Point (5 maggio 1939)
- Our Town (12 maggio 1939)
- The Bad Man (19 maggio 1939)
- Things We Have (26 maggio 1939)
- Victoria Regina (2 giugno 1939)
- Peter Ibbetson (10 settembre 1939)
- Ah, Wilderness (17 settembre 1939)
- What Every Woman Knows (24 settembre 1939)
- il Conte di Montecristo (1º ottobre 1939)
- Algeri (8 ottobre 1939)
- Escape (15 ottobre 1939)
- Liliom (22 ottobre 1939)
- L'orgoglio degli Amberson (29 ottobre 1939)
- The Hurricane (5 novembre 1939)
- The Murder of Roger Ackroyd (12 novembre 1939)
- The Garden of Allah (19 novembre 1939)
- Dodsworth (26 novembre 1939)
- Lost Horizon (3 dicembre 1939)
- Venessa (10 dicembre 1939)
- There's Always a Woman (17 dicembre 1939)
- A Christmas Carol (24 dicembre 1939)
- Vanity Fair (7 gennaio 1940)
- Theodora Goes Wild (14 gennaio 1940)
- The Citadell (21 gennaio 1940)
- It Happened One Night (28 gennaio 1940)
- Mr. Deeds Goes to Town (11 febbraio 1940)
- Dinner at Eight (18 febbraio 1940)
- Only Angels Have Wings (25 febbraio 1940)
- Rabble in Arms (3 marzo 1940)
- Craig's Wife (10 marzo 1940)
- Huckleberry Finn (17 marzo 1940)
- June Moon (24 marzo 1940)

## Teatro
Opere di cui Welles firma solo la regia;
Date di apertura

### Gate Theatre di Dublino (1931-1934)
- La donna del mare, di Henrik Ibsen,
- Le tre sorelle, di Anton Čechov,
- Alice in the Wonderland USA

### Tood School, Woodstock (1934-1936)
- Trilby, di Gerald Du Maurier,
- The Drunkard, di Mr. Smith di Boston,
- Amleto, di William Shakespeare,
- Czar Paul, di Dmitrij Sergeevič Merežkovskij,

### Pre-Mercury Theatre (1936-1937)
- William Shakespeare, Macbeth - 14 aprile, 1936, Lafayette Theatre, New York
- Horse Eats Hat da Eugène Labiche, Un chapeau de paille d'Italie - 26 settembre, 1936, Maxine Elliott Theatre, New York
- Christopher Marlowe, Doctor Faustus - 8 gennaio, 1937, Maxine Elliott Theatre, New York
- Aaron Copland, The Second Hurricane (opera lirica) - 21 aprile, 1937, Henry Street Playhouse, New York
- Marc Blitzstein, The Cradle Will Rock (musical) - 16 giugno, 1937, Venice Theatre, New York

### Mercury Theatre (1937-1941)
- Giulio Cesare - 11 novembre, 1937, Mercury Theatre, New York
- The Shoemaker's Holiday - 1º gennaio, 1938, Mercury Theatre, New York
- Heartbreak House - 29 aprile, 1938, Mercury Theatre, New York
- Too Much Johnson - 16 agosto, 1938, Stony Creek Summer Theatre, Connecticut
- Danton's Death - 5 novembre, 1938, Mercury Theatre, New York
- Five Kings - 27 febbraio, 1939, Colonial Theatre, Boston, Massachusetts
- The Green Goddess - luglio 1939, Palace Theatre, Chicago, Illinois
- Native Son - 24 marzo, 1941, St. James Theatre, New York

### Dopo la seconda guerra mondiale (1942-1960)
- The Mercury Wonder Show - 3 agosto, 1943, Mercury Wonder Show Tent, Los Angeles, California
- Il giro del mondo in 80 giorni - 27 aprile, 1946, Boston Opera House, Boston, Massachusetts
- Macbeth - 28 maggio, 1947, University Theatre, Salt Lake City, Utah
- The Blessed and the Damned - 15 giugno, 1950, Théâtre-Edouard VII, Parigi, Francia
- Otello - 1º ottobre, 1951, Theatre Royal, Newcastle upon Tyne, Inghilterra
- The Lady in the Ice - 7 settembre, 1953, Stoll Theatre, Londra
- Moby Dick. Prove per un dramma in due atti (Moby Dick: Rehearsed) - 16 giugno, 1955, Duke of York's Theatre, Londra
- Re Lear - 12 agosto, 1956, City Center, New York
- Falstaff - 13 febbraio, 1960, Grand Opera House, Belfast
- Rhinoceros - 28 aprile, 1960, Royal Court Theatre, Londra

## Filmografia
Lungometraggi diretti da lui (esclusi i film co-diretti e quelli incompiuti):
- Quarto potere (Citizen Kane) (1941)
- L'orgoglio degli Amberson (The Magnificent Ambersons) (1942)
- Lo straniero (The Stranger) (1946)
- La signora di Shanghai (The Lady from Shanghai) (1947)
- Macbeth (1948)
- Otello (Othello) (1951)
- Rapporto confidenziale (Mr. Arkadin) (1955)
- L'infernale Quinlan (Touch of Evil) (1958)
- Il processo (The Trial) (1962)
- Falstaff (Chimes at Midnight) (1965)
- Storia immortale (The Immortal Story) (1968)
- F come falso (F for Fake) (1973) - documentario
- L'altra faccia del vento (The Other Side of the Wind) (2018) - postumo

## Riconoscimenti
- Premio Oscar
  - 1942 – Candidatura al miglior film per Quarto potere
  - 1942 – Candidatura al miglior regista per Quarto potere
  - 1942 – Candidatura al miglior attore per Quarto potere
  - 1942 – Miglior sceneggiatura originale per Quarto potere
  - 1943 – Candidatura al miglior film per L'orgoglio degli Amberson
  - 1971 – Premio Oscar alla carriera
- Golden Globe
  - 1982 – Candidatura al miglior attore non protagonista per Butterfly
- BAFTA
  - 1968 – Candidatura al miglior attore straniero per Falstaff
- Festival di Cannes
  - 1952 – Palma d'oro per Otello
- Festival del cinema di Venezia
  - 1970 – Leone d'oro alla carriera
- Grammy Award
  - 1982 – Miglior album parlato per Donovan's Brain
- American Film Institute
  - 1975 – Premio alla carriera

## Doppiatori italiani
Nelle versioni in italiano dei suoi film, Orson Welles è stato doppiato da:
- Emilio Cigoli in Quarto potere (ridoppiaggio), Terrore sul Mar Nero, La porta proibita, Conta solo l'avvenire, Lo straniero, La signora di Shanghai, Cagliostro, Il principe delle volpi, Il terzo uomo, La rosa nera, Il tiranno di Glen, Il processo, Storia immortale
- Giorgio Capecchi in La lunga estate calda, L'infernale Quinlan, Le radici del cielo, Frenesia del delitto, Passaggio a Hong Kong, La Fayette - Una spada per due bandiere, Le meravigliose avventure di Marco Polo (Lo scacchiere di Dio)
- Corrado Gaipa in Falstaff, Tepepa, Il castello di carte, Lettera al Kremlino, Dieci incredibili giorni, L'isola del tesoro
- Renato Turi in Rapporto confidenziale, Moby Dick, la balena bianca, I tartari, La battaglia della Neretva
- Gino Cervi in Macbeth, Otello, David e Golia
- Carlo Romano in La tragedia del Rio Grande, International Hotel, James Bond 007 - Casino Royale
- Bruno Persa in La calata dei barbari, Waterloo
- Roberto Villa in Terrore sul Mar Nero (ridoppiaggio), F come falso
- Augusto Galli in Quarto potere
- Mario Besesti in L'uomo, la bestia e la virtù
- Giorgio Bassani in Ro.Go.Pa.G.
- Riccardo Mantoni in Parigi brucia?
- Carlo D'Angelo in Un uomo per tutte le stagioni
- Mario Bardella in Una su 13
- Bruno Alessandro in La nave dei dannati
- Renato Mori in C'è qualcosa di strano in famiglia
- Renzo Palmer in Otello (ridoppiaggio)
- Carlo Baccarini in L'infernale Quinlan (director's cut)

Da doppiatore è sostituito da: 
- Emilio Cigoli ne L'orgoglio degli Amberson
- Aldo Silvani in Duello al sole
- Gino Cervi in Il re dei re
- Renato Turi in Fate la rivoluzione senza di noi
- Giuseppe Fortis in ...e poi, non ne rimase nessuno
- Michele Kalamera in Bugs Bunny Superstar
- Massimo Foschi in La pazza storia del mondo
- Pino Locchi ne L'orgoglio degli Amberson (ridoppiaggio)
- Corrado Gaipa ne L'orgoglio degli Amberson (ridoppiaggio, titoli di coda)
- Nando Gazzolo in Viaggio all'inferno (archivio)